# Ocupación alemana de las islas del Canal

Mapa de las islas del Canal

La ocupación alemana de las islas del Canal duró la mayor parte de la Segunda Guerra Mundial, concretamente desde el 30 de junio de 1940 hasta la liberación el 9 de mayo de 1945. La Bailía de Jersey y la Bailía de Guernsey son dos dependencias de la Corona británica en el Canal de la Mancha, cerca de la costa de Normandía. Las islas del Canal o Anglonormandas fueron la única parte de jure del Imperio británico que fue ocupada por la Alemania nazi durante la guerra.
Anticipándose a una rápida victoria sobre Gran Bretaña, las fuerzas de ocupación alemanas inicialmente experimentaron utilizando un enfoque relativamente moderado hacia la población isleña no judía, con el apoyo de colaboradores locales. Sin embargo, a medida que pasaba el tiempo, la situación empeoró gradualmente, lo que condujo a trabajos forzados, deportaciones masivas y terminó en una situación de gran hambre tanto para los ocupados como para los ocupantes durante el invierno de 1944.

## Antecedentes

### Primeros meses de la Segunda Guerra Mundial
Entre el 3 de septiembre de 1939, cuando el Reino Unido declaró la guerra contra Alemania, y el 9 de mayo de 1940, poco cambió en las Islas del Canal. A diferencia del Reino Unido, el servicio militar obligatorio no existía, pero varias personas viajaron a Gran Bretaña para unirse como voluntarios. Los comercios de horticultura y turismo continuaron con normalidad; El gobierno británico relajó las restricciones a los viajes entre el Reino Unido y las islas del Canal en marzo de 1940, lo que permitió a los turistas del Reino Unido disfrutar de unas vacaciones que levantaran la moral en los tradicionales complejos turísticos de las islas. El 10 de mayo de 1940, Alemania atacó los Países Bajos, Bélgica y Luxemburgo por aire y tierra y la guerra se acercó. La batalla de Francia estaba alcanzando su punto culminante el Día del Imperio, el 24 de mayo, cuando el rey Jorge VI se dirigió a sus súbditos por radio y dijo: «La lucha decisiva está ahora sobre nosotros ... Que nadie se engañe; no es una mera conquista territorial que nuestros enemigos están buscando. Es el derrocamiento, completo y definitivo, de este Imperio y de todo lo que representa, y después de eso la conquista del mundo. Y si su voluntad prevalece, llevarán a su cumplimiento todo el odio y crueldad que ya han mostrado».
El 11 de junio de 1940, como parte del esfuerzo bélico británico en la Batalla de Francia, una salida aérea de largo alcance de la RAF llevada a cabo por 36 bombarderos Whitley contra las ciudades italianas de Turín y Génova partió de pequeños aeródromos en Jersey y Guernsey, como parte de la Operation Haddock. Las condiciones climáticas provocaron que solo diez bombarderos Whitleys alcanzaran sus objetivos previstos. Dos bombarderos se perdieron en la acción.

### Desmilitarización
El 15 de junio, después de la derrota aliada en la Batalla de Francia, el gobierno británico decidió que las islas del Canal, situadas a tan solo 50 kilómetros de la recién ocupada Francia y a más de 120 kilómetros de Gran Bretaña, eran indefendibles, y así se lo hizo saber a los residentes locales mediante una proclama (derecha), firmada por el rey Jorge VI y colocada en las Islas del Canal apenas dos semanas antes de la llegada de los alemanes, pero no le dio esa información a Alemania. Así, a pesar de la desgana del primer ministro Winston Churchill, el gobierno británico cedió la posesión más antigua de la Corona «sin disparar un solo tiro». Las islas del Canal de la Mancha no sirvieron a ningún otro propósito para los alemanes que no fuera el valor propagandístico de haber ocupado territorio británico. Las «islas del Canal habían sido desmilitarizadas y declaradas ... "ciudad abierta"».
El 16 de junio de 1940, se ordenó a los vicegobernadores de cada isla que pusieran a disposición tantos barcos como fuera posible para ayudar en la evacuación de Saint-Malo. Guernsey estaba demasiado lejos para ayudar en tan poco tiempo. El alguacil de Jersey (Bailiff of Jersey) pidió ayuda al Saint Helier Yacht Club de Jersey. Cuatro yates partieron inmediatamente y otros catorce se prepararon en 24 horas. Los primeros yates llegaron a Saint-Malo en la mañana del 17 de junio y embarcaron tropas desde la costa hasta los barcos de transporte que esperaban; los yates restantes de Jersey llegaron el 18 de junio y ayudaron a evacuar a los últimos grupos de soldados.
El 17 de junio de 1940, un avión llegó a Jersey procedente de Burdeos evacuando al brigadier general Charles de Gaulle de Francia. Después del café y de repostar, el avión voló a Heston, en las afueras de Londres, donde al día siguiente el general hizo su histórico llamamiento del 18 de junio al pueblo francés a través de la BBC. Las últimas tropas abandonaron las islas el 20 de junio, partiendo tan rápido que en el castillo Cornet se dejaron ropa de cama y comidas a medio consumir.

### Evacuación

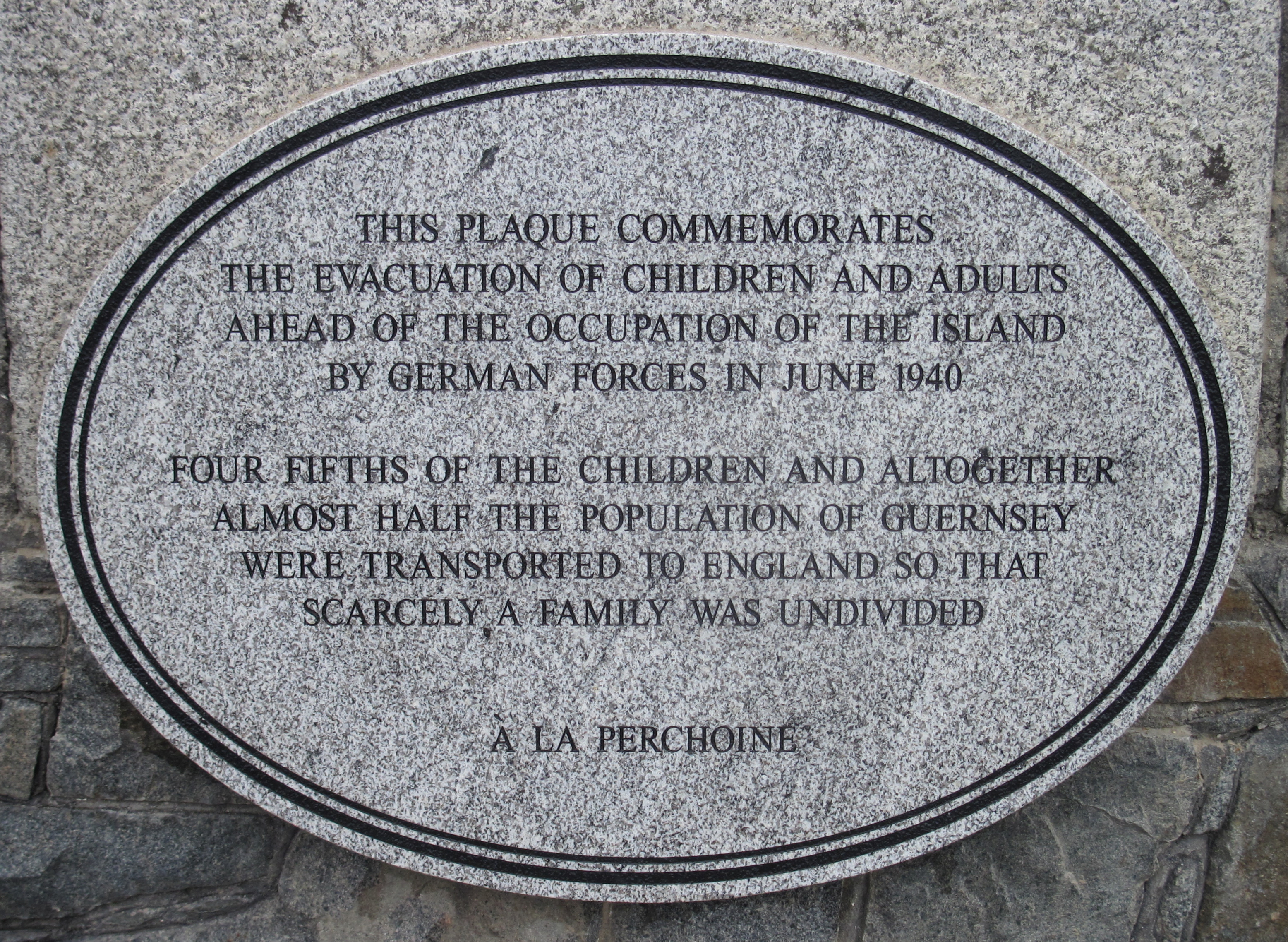
Monumento en Saint Peter Port: «Esta placa conmemora la evacuación de niños y adultos antes de la ocupación de la isla por las fuerzas alemanas en junio de 1940. Cuatro quintas partes de los niños y casi la mitad de la población de Guernsey fueron transportados a Inglaterra para que ni siquiera una familia estaba indivisa. À la perchoine»

La comprensión de la necesidad de la evacuación de civiles de las Islas del Canal llegó muy tarde. Sin planificación y sin mantener el secreto, las comunicaciones entre los gobiernos de las islas y el Reino Unido se llevaron a cabo en una atmósfera de confusión y mala interpretación. La opinión estaba dividida y se produjo el caos con las diferentes políticas adoptadas por las diferentes islas. El gobierno británico concluyó que su mejor política era poner a disposición tantos barcos como fuera posible para que los isleños tuvieran la opción de irse si querían.
Las autoridades de Alderney, que no tenían comunicación directa con el Reino Unido, recomendaron que todos los isleños fueran evacuados, y todos menos unos pocos lo hicieron. La dama de Sark, Sibyl Hathaway, animó a todos a quedarse. Guernsey evacuó al 80% de los niños en edad escolar, dándoles a los padres la opción de quedarse con sus hijos o evacuarlos con su escuela. El 21 de junio se hizo evidente para el gobierno de Guernsey que sería imposible evacuar a todos los que querían irse y que habría que dar prioridad a categorías especiales en el poco tiempo que les quedaba. El mensaje en Guernsey se cambió por uno en contra de la evacuación; en total, fueron evacuados 5000 escolares y 12.000 adultos de 42.000. En Jersey, donde los niños estaban de vacaciones para ayudar con la cosecha de patatas, 23.000 civiles se registraron para irse; sin embargo, la mayoría de los isleños, siguieron el consejo constante del gobierno de la isla y luego optaron por quedarse con solo 6.600 de los 50.000 partiendo en los barcos de evacuación. La cercana Cherburgo ya estaba ocupada por las fuerzas alemanas antes de que los barcos de evacuación oficiales comenzaran a partir el 20 de junio; el último oficial partió el 23 de junio, aunque los barcos correo y los cargueros continuaron haciendo escala en las islas hasta el 28 de junio.

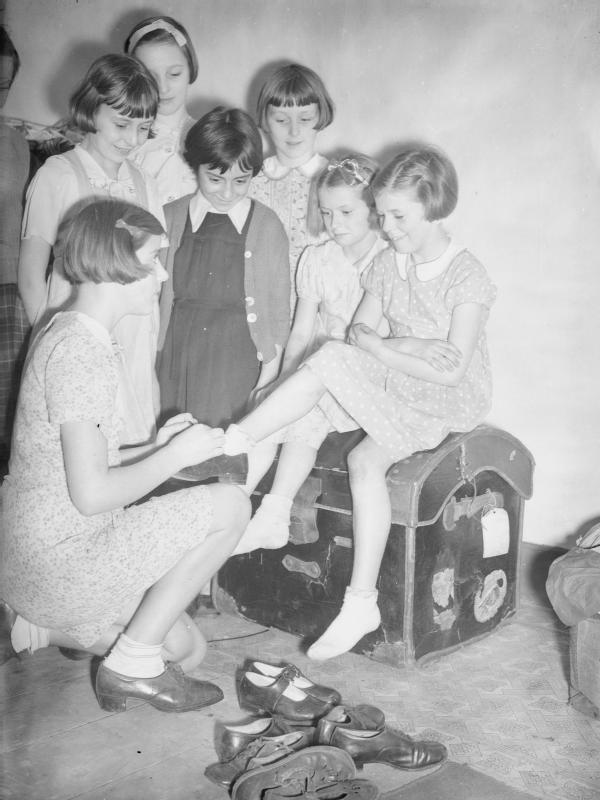
1940: Un grupo de niñas evacuadas de las Islas del Canal a Marple en Cheshire se prueban ropa y zapatos que han sido donados por los Estados Unidos.

La mayoría de los niños evacuados fueron separados de sus padres. Algunos niños evacuados recibieron ayuda económica del «Plan de padres de crianza temporal para niños afectados por la guerra», en el que cada niño estaba patrocinado por un estadounidense adinerado. Una niña, Paulette, fue apadrinada por la primera dama Eleanor Roosevelt.

### Gobierno de emergencia
El Ministerio del Interior (Home Office) instruyó a los vicegobernadores que en la eventualidad de la destitución de los representantes de la Corona, los alguaciles (bailiffs) deberían asumir sus responsabilidades y que los alguaciles y oficiales de la Corona deberían permanecer en sus puestos. El teniente gobernador de Jersey discutió con el alguacil de Jersey (Bailiff of Jersey) la cuestión de estar obligado a llevar a cabo la administración bajo las órdenes alemanas. El alguacil consideró que esto sería contrario a su juramento de lealtad, pero se le ordenó lo contrario.
Se hicieron arreglos de última hora para permitir que la administración británica continuara legalmente bajo las circunstancias de la ocupación. La retirada de los vicegobernadores (Lieutenant-Governors) el 21 de junio de 1940 y la ruptura del contacto con el Privy Council impidieron que se diera el Consentimiento real a las leyes aprobadas por las legislaturas. Los alguaciles asumieron las funciones civiles, pero no militares, de los vicegobernadores. Los gobiernos tradicionales basados en el consenso de los bailiwicks no eran adecuados para una rápida acción ejecutiva y, por lo tanto, ante la inminente ocupación, se adoptaron instrumentos de gobierno más pequeños. Dado que las legislaturas se reunieron en sesión pública, la creación de órganos ejecutivos más pequeños que podrían reunirse a puerta cerrada permitió una discusión más libre de asuntos como hasta qué punto cumplir con las órdenes alemanas.
En Guernsey, los Estados de Deliberación votaron el 21 de junio de 1940 para traspasar la responsabilidad de gestionar los asuntos de la isla a un comité de control, bajo la presidencia del fiscal general Ambrose Sherwill, quien fue seleccionado en lugar del alguacil de 69 años, Victor Carey, ya que era, a sus 50 años, una persona más joven y robusta. Los estados de Jersey aprobaron el Reglamento de Defensa (Transferencia de Poderes; Jersey) de 1940 el 27 de junio de 1940 para fusionar los diversos comités ejecutivos en ocho departamentos, cada uno bajo la presidencia de un miembro de los estados. Los presidentes junto con los Oficiales de la Corona conformaron el Consejo Superior bajo la presidencia del alguacil de 48 años, capitán Alexander Coutanche.

### Invasión

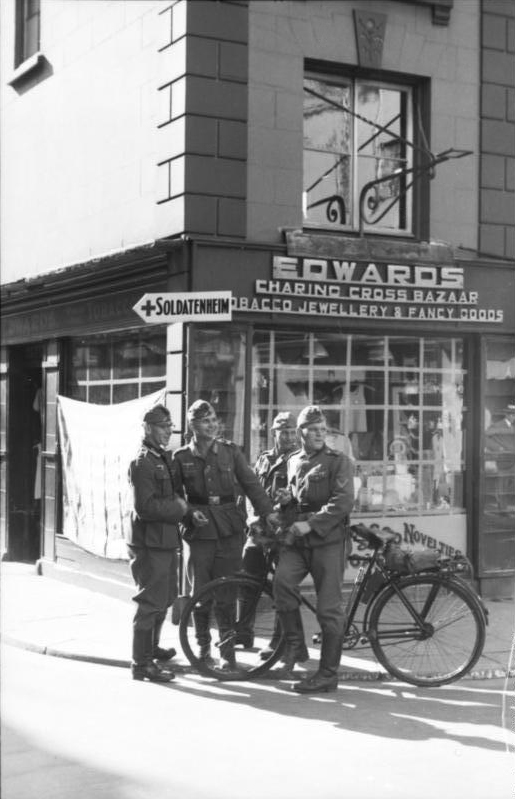
Soldados alemanes en Jersey

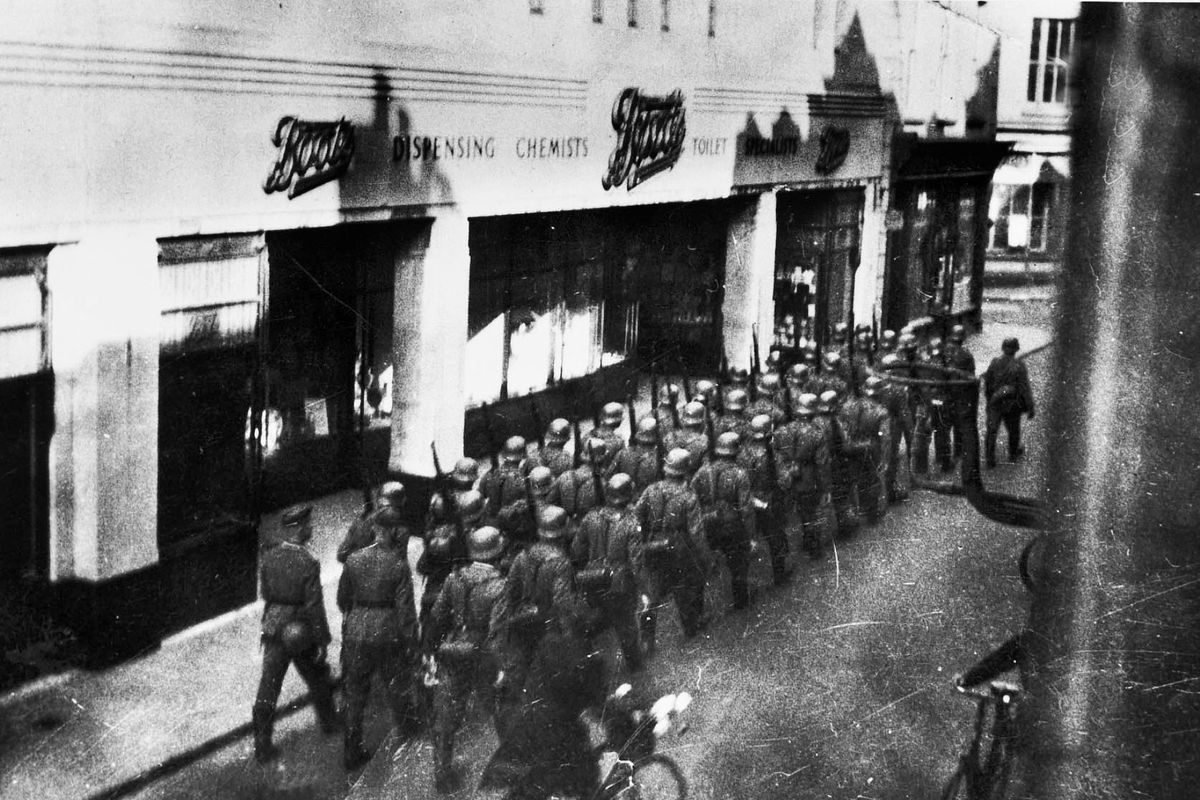
Soldados alemanes en las islas Británicas del Canal, década de 1940

Los alemanes no se dieron cuenta de que las islas habían sido desmilitarizadas (la noticia de la desmilitarización se había omitido hasta el 30 de junio de 1940), y se acercaron a ellos con cautela. Los vuelos de reconocimiento no fueron concluyentes. El 28 de junio de 1940, enviaron un escuadrón de bombarderos sobre las islas y bombardearon los puertos de Guernsey y Jersey. En Saint Peter Port, la principal ciudad de Guernsey, algunos camiones que se alineaban para cargar tomates para exportarlos a Inglaterra fueron confundidos por los vuelos de reconocimiento con transportes de tropas. Un ataque similar ocurrió en Jersey, donde murieron nueve personas. En total, cuarenta y cuatro isleños murieron en los bombarderos. La BBC transmitió un mensaje tardío de que las islas habían sido declaradas «ciudades abiertas» y más tarde ese mismo día informó del bombardeo alemán de la isla.
Mientras la Wehrmacht preparaba la Operación Grünpfeil (Flecha Verde), la invasión de las islas con tropas de asalto que comprendían dos batallones, un piloto de reconocimiento, el Hauptmann Liebe-Pieteritz, realizó un aterrizaje de prueba en el aeródromo desierto de Guernsey, el 30 de junio, para determinar el nivel de defensa de las instalaciones. Informó de su breve aterrizaje a la Luftflotte 3, que llegó al convencimiento de que las islas no estaban defendidas. Un pelotón de aviadores de la Luftwaffe se trasladó esa misma noche a Guernsey en aviones de transporte Junkers Ju 52. El inspector Sculpher de la policía de Guernsey fue al aeropuerto con una carta firmada por el alguacil que decía que «Esta isla ha sido declarada isla abierta por el Gobierno de Su Majestad del Reino Unido. No hay fuerzas armadas de ningún tipo. El portador ha sido instruido para que le entregue esta comunicación. No comprende el idioma alemán». Descubrió que la Luftwaffe se había apoderado del aeropuerto. El oficial alemán de más alto rango, el mayor Albrecht Lanz, pidió que lo llevaran con el jefe de la isla. Fueron en coche de policía al Hotel Royal donde se les unieron el alguacil, el presidente del comité de control y otros funcionarios. Lanz anunció a través de un intérprete que Guernsey estaba ahora bajo ocupación alemana. De esta manera, la Luftwaffe se adelantó a los planes de invasión de la Wehrmacht. Jersey se rindió el 1 de julio. Alderney, donde sólo quedaba un puñado de isleños, fue ocupada el 2 de julio y un pequeño destacamento viajó desde Guernsey a Sark, que se rindió el 4 de julio. Las primeras tropas alemanas a bordo, que constaban de dos unidades antiaéreas, llegaron a Sant Peter Port en el carguero SS Holland capturado el 14 de julio.

## Ocupación
Las fuerzas alemanas consolidaron rápidamente sus posiciones. Trajeron infantería, establecieron comunicaciones y defensas antiaéreas, construyeron un gran número de defensas en las costas de las islas, establecieron un servicio aéreo con la Francia continental ocupada y un elaborado sistema de vigilancia de barcos y aviones británicos.

### Administración

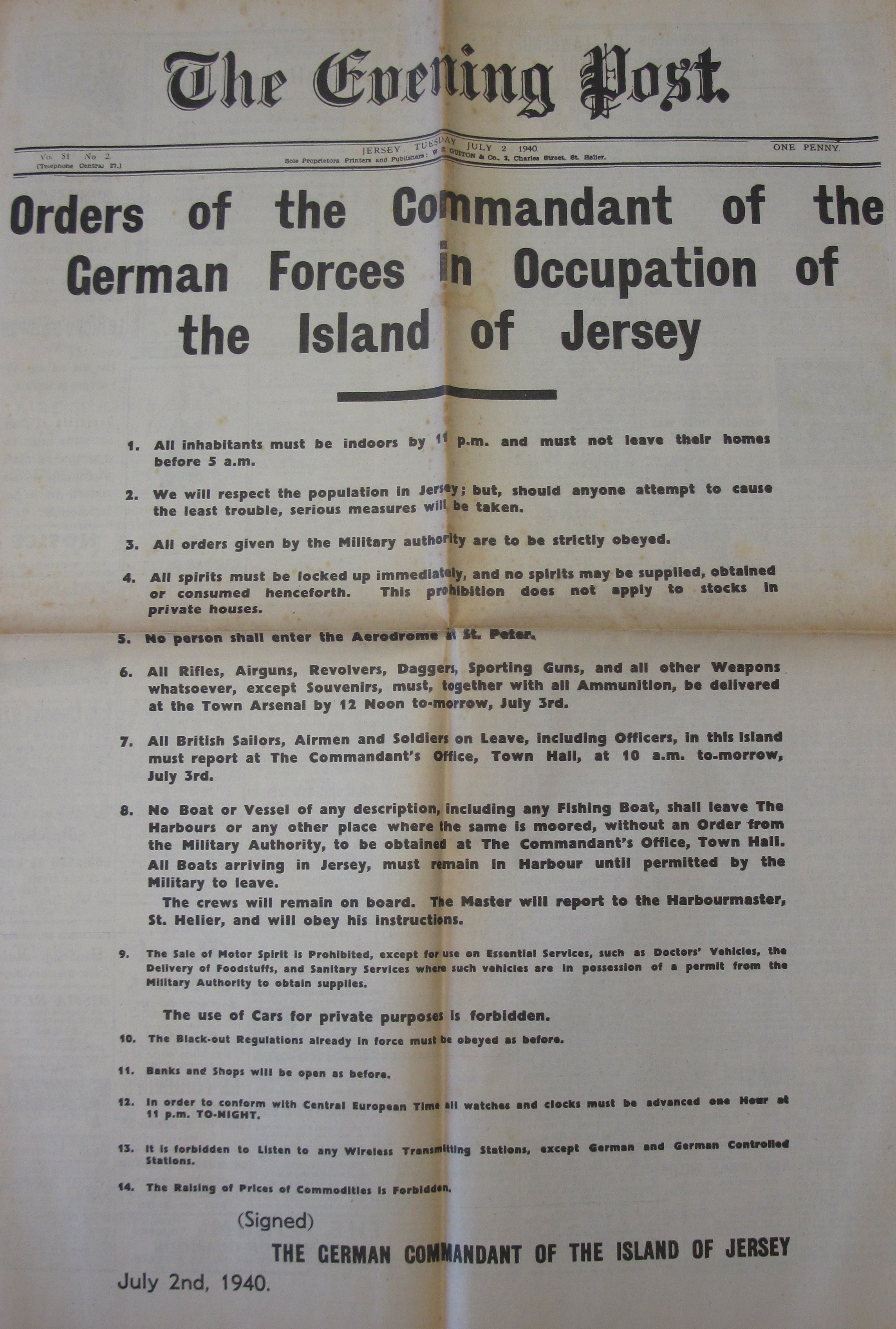
Órdenes del comandante de las Fuerzas Alemanas de Ocupación de la Isla de Jersey, 2 de julio de 1940

Los alemanes organizaron su administración como parte del departamento de Manche, donde se incorporó de facto a la Francia de Vichy, pero se administró como parte del gobierno militar del Área A con sede en St. Germain en la Francia ocupada. El Feldkommandantur 515, al mando del coronel Friedrich Schumacher, llegó el 9 de agosto de 1940 a Jersey para establecer una estructura de mando de asuntos civiles, con un Nebenstelle en Guernsey (también incluía la isla de Sark), un Aussenstelle en Alderney y un Zufuhrstelle logístico en Granville.
El kommandant emitió una orden en Guernsey el 2 de julio de 1940 y en Jersey el 8 de julio de 1940 instruyendo que las leyes aprobadas por las legislaturas tendrían que ser sancionadas por el kommandant y que las órdenes alemanas se registrarían como legislación. Los tribunales civiles continuarían en funcionamiento, pero los tribunales militares alemanes juzgarían las infracciones de la ley alemana. Al principio, los alguaciles presentaron legislación para la aprobación del kommandant firmada en su calidad de tenientes gobernadores. A finales de 1941, el kommandant se opuso a este estilo y la legislación posterior se presentó simplemente firmada como alguacil.
Las autoridades alemanas cambiaron la zona horaria de las islas de GMT a CET para alinear las islas con la mayor parte de Europa continental, y las nomas de conducir también se cambiaon para conducir por la derecha. Se emitieron vales (dinero de ocupación) en las islas para mantener la economía en marcha. Las fuerzas militares alemanas utilizaron el bono para el pago de bienes y servicios. Los lugareños empleados por los alemanes recibían sus sueldos en Reichsmarks de Ocupación.
Los alemanes permitieron que continuara el entretenimiento, incluidos los cines y el teatro; sus bandas militares actuaban en público. En 1944, la popular actriz de cine alemana Lil Dagover llegó para entretener a las tropas alemanas en Jersey y Guernsey con una gira teatral para levantar la moral de las tropas.
Además de la administración civil, también había un comandante militar (Befehlshaber Kanalinseln, el 1 de octubre de 1944 fue renombrado como Wehrmachtbefehlshaber Kanalinseln).
Los comandantes militares fueron :
- Major Albrecht Lanz (1 de junio de 1940-26 de septiembre de 1940)
- Colonel Rudolf Graf von Schmettow (26 de septiembre de 1940-1 de junio de 1941)
- Generalmajor Erich Müller (1 de junio de 1941-1 de septiembre de 1943)
- Generalmajor Rudolf Graf von Schmettow (1 de septiembre de 1943-1 de octubre de 1944)
- Generalleutnant Rudolf Graf von Schmettow (1 de octubre de 1944-26 de febrero de 1945)
- Vizeadmiral Friedrich Hüffmeier (26 de febrero de 1945-9 de mayo de 1945)

Las islas fueron ocupadas por la 216.ª División de Infantería hasta el 30 de abril de 1941, y luego por la 319.ª División de Infantería.

### Colaboración
La opinión de la mayoría de los isleños sobre la resistencia activa al gobierno alemán probablemente fue expresada por John Lewis, un médico de Jersey. «Cualquier tipo de sabotaje no solo era arriesgado sino completamente contraproducente. Más importante aún, habría repercusiones instantáneas en la población civil, que era muy vulnerable a todo tipo de represalias». Sherwill parece haber expresado las opiniones de la mayoría de los isleños el 18 de julio de 1940 cuando se quejó de una serie de incursiones fallidas de los comandos británicos en Guernsey. «Las actividades militares de este tipo fueron muy desagradables y podrían resultar en la pérdida de vidas entre la población civil». Pidió al gobierno británico que dejara las islas del Canal en paz. Sherwill fue posteriormente encarcelado por los alemanes por su papel en ayudar a dos espías británicos en Guernsey.
La situación de Sherwill ilustra la dificultad para que el gobierno de la isla y sus ciudadanos cooperaran con sus ocupantes y mantuvieran tanta independencia como fuera posible del dominio alemán. El tema de la colaboración de los isleños con los ocupantes alemanes permaneció sin tratar durante muchos años, pero se inició en la década de 1990 con la publicación de archivos de guerra y la posterior publicación de un libro titulado The Model Occupation: The Channel Islands under German Rule, 1940-1945 escrito por Madeleine Bunting. El lenguaje utilizado en el libro, como el título de un capítulo, «¿Resistencia? ¿Qué resistencia?», incitó la ira isleña.  El punto de vista de Bunting fue que los habitantes de las islas del Canal no actuaron de manera churchilliana, ellos «no pelearon en las playas, en los campos o en las calles. No se suicidaron, y no mataron a ningún alemán. En cambio, se adaptaron, con pocos signos evidentes de resistencia, a cinco años de dura ocupación alemana, aburrida pero relativamente pacífica, en la que más de la mitad de la población de las islas trabajaba para los alemanes». El tema de la colaboración se avivó aún más en las islas del Canal por el programa de televisión ficticio Island at War (2004), que presentaba un romance entre un soldado alemán y una mujer isleña y retrataba favorablemente al comandante militar alemán de la ocupación.
En la historia oficial de la ocupación, el autor Charles Cruickshank defendió a los líderes de la isla y su gobierno. Si los líderes de la isla, dijo, «simplemente hubieran mantenido la cabeza fuera del agua y hubieran hecho lo que la potencia ocupante les dijo que hicieran, difícilmente sería motivo de censura; pero llevaron la guerra administrativa al campo enemigo en muchas ocasiones». No es que hayan cometido algunos errores lo que no sería para nada sorprendente, sino que hicieron todo lo bien que pudieron en circunstancias de la mayor dificultad posible».
Norman Le Brocq, líder de la resistencia de Jersey y fundador tanto del Partido Comunista de Jersey como del Movimiento Democrático de Jersey, estaba resentido con gran parte de la policía y el gobierno de la isla debido a su colaboración con la ocupación alemana. Acusó tanto a la policía como al gobierno de Jersey de quedar impunes a pesar de colaborar con la ocupación alemana al denunciar a los judíos de la isla a los nazis, muchos de los cuales fueron posteriormente enviados a Auschwitz y Belsen. Si bien su liderazgo de la resistencia no fue reconocido por el gobierno británico, muchos funcionarios que sí habían colaborado con los nazis recibieron la Orden del Imperio Británico y otros títulos de caballería.

### Vida civil durante la ocupación

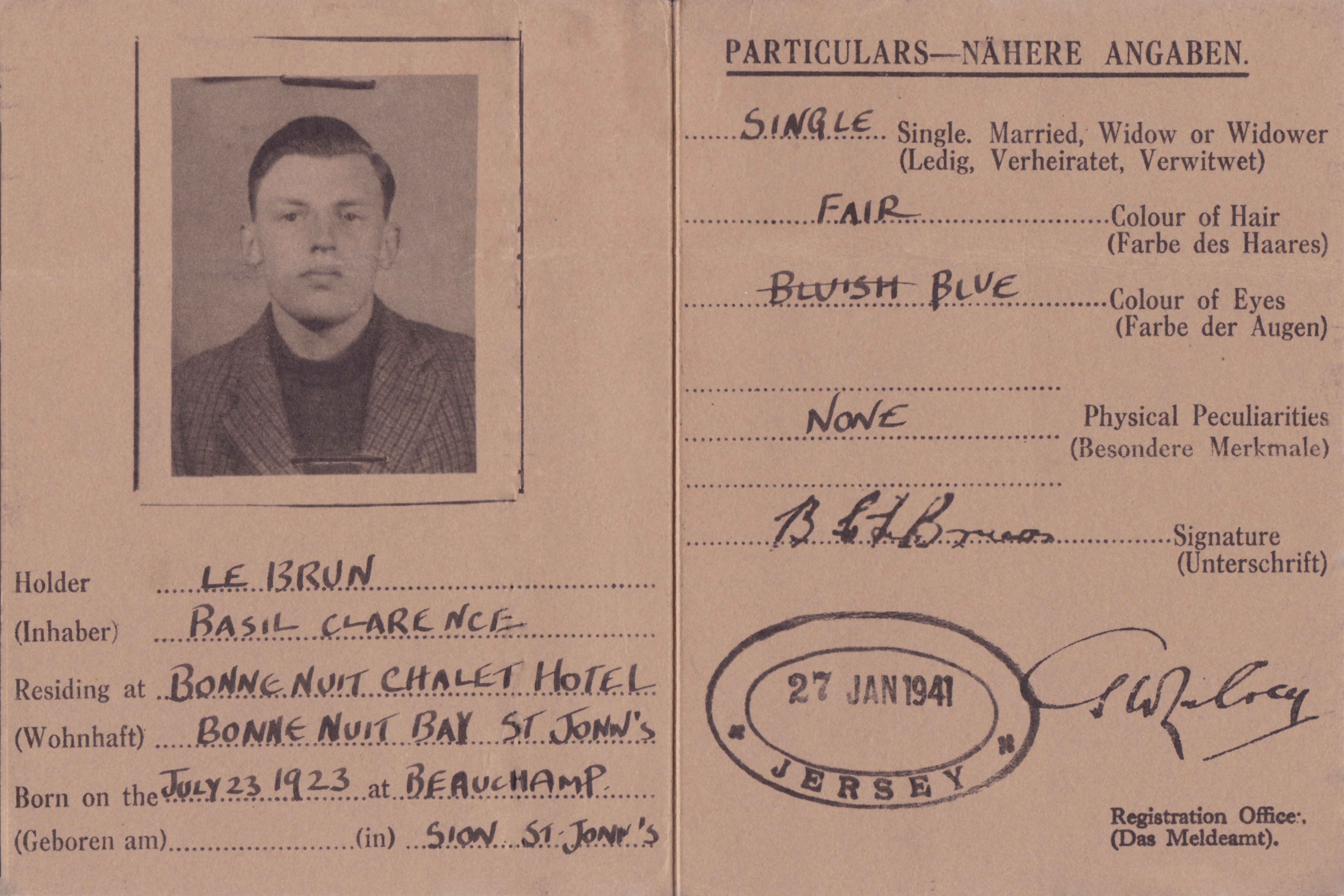
Cédula de identidad expedida a un isleño en enero de 1941.

La vida como civil durante la ocupación fue un shock. El hecho de que sus propios gobiernos continuaran gobernándolos suavizó el golpe y mantuvo a la mayoría de los civiles a distancia de sus opresores. Muchos perdieron sus trabajos cuando las empresas cerraron y fue difícil encontrar trabajo con empleadores no alemanes. A medida que avanzaba la guerra, la vida se volvió progresivamente más dura y la moral decayó, especialmente cuando se confiscaron las radios y luego cuando se llevaron a cabo las deportaciones en septiembre de 1942. Los alimentos, el combustible y las medicinas escasearon y la delincuencia aumentó. Después del 6 de junio de 1944, la liberación se hizo más probable en la mente popular, pero los tiempos más difíciles para los civiles aún estaban por llegar. El invierno de 1944-45 fue muy frío y hambriento, gran parte de la población se salvó de morir de hambre únicamente gracias a los envíos de paquetes de la Cruz Roja.

### Restricciones
A su llegada a las islas, los alemanes emitieron proclamas imponiendo nuevas leyes a los isleños residentes. A medida que pasaba el tiempo, se publicaron leyes adicionales que restringían los derechos y debían cumplirse. Las restricciones incluyeron:
| Confiscación de: - Armas (1940) - Botes (1940) - Radios (1940) luego (1942) - Vehículos a motor (obligados a vender) (1940) - Cámaras (1942) - Gasolina (1940) - Casas (1940–1945) - Muebles (1940–1945) | Restricciones en: - Pesca (1940) - Bebidas alcohólicas (1940) - Exportación de bienes (1940) - Modificar los precios de los bienes(1940) - Canciones y signos patrióticos (1940) - Reuniones de más de tres personas (1940): 25 - Acceso a las playas - Gasolina - Libertad de expresión (1940) - Acceso a medicinas (1940) - Algunos clubes y asociaciones. | Cambios de: - Relojes a la hora alemana (1940) - Conducir por el lado derecho de las carreteras (1941) - Raciones (1943, 1944, and 1945) | Forzados a aceptar: - Censura (1940) - Toque de queda (1940) - Tipo de cambio a Reichsmarks (1940) - Censo(1940) - Cultivar verduras - Racionamiento de comida (1940) - Aumento en el impuesto a la renta (1940) - Tarjetas de identidad (1941) - Ciclismo en fila india (1941) - Obligación de alojar a huéspedes alemanes - Enseñanza en alemán en las escuelas - Trabajar para los alemanes |

### Construcción de fortificaciones

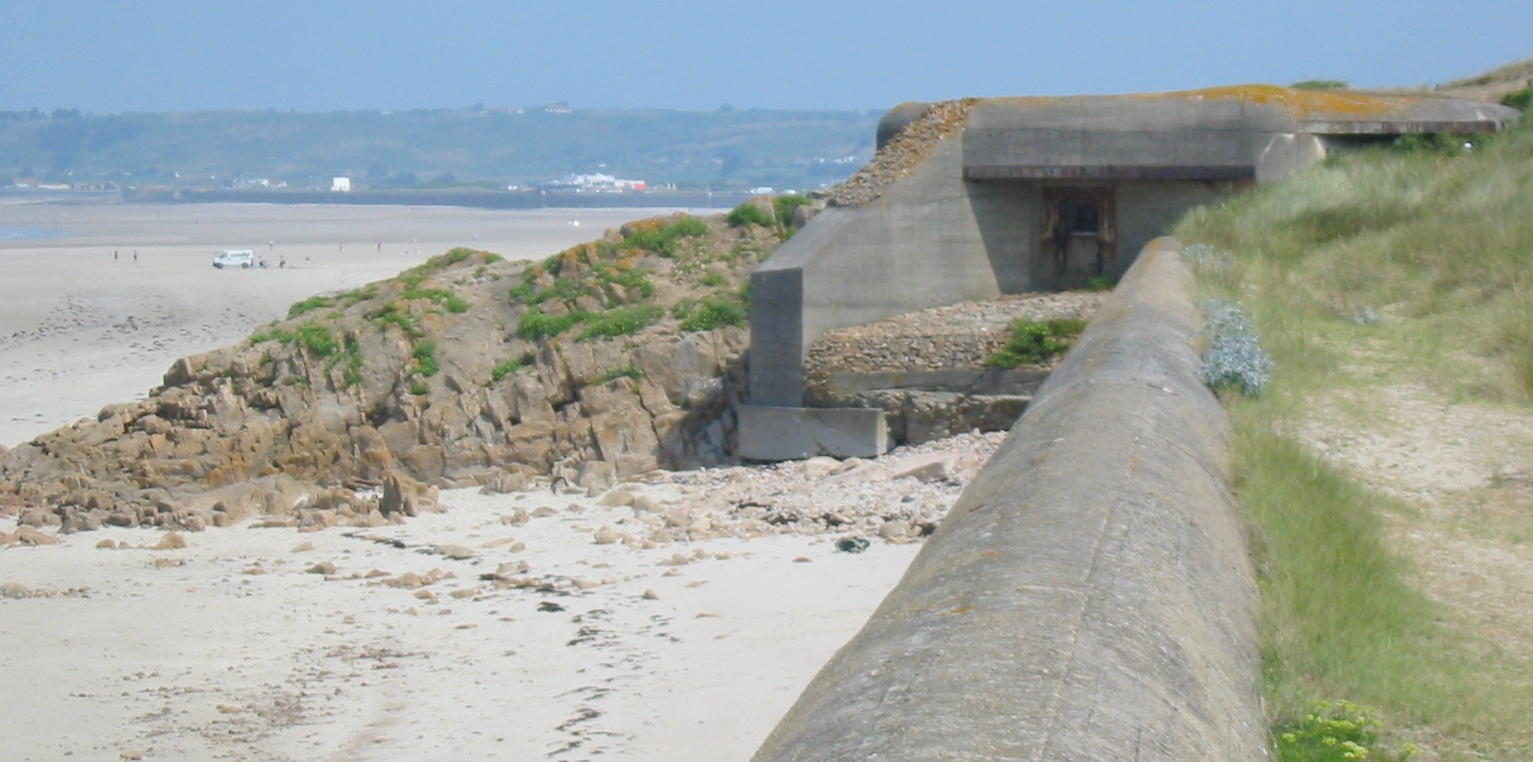
Bunker en la bahía de St Ouen en Jersey

Como parte del Muro Atlántico, entre 1940 y 1945 las fuerzas de ocupación alemanas y la Organización Todt construyeron fortificaciones, carreteras y otras instalaciones en las islas del Canal. En una carta del Oberbefehlshaber West fechada el 16 de junio de 1941, el refuerzo de las islas se llevaría a cabo por orden de Hitler, ya que un ataque aliado «debe tenerse en cuenta» en el verano de 1941. Gran parte del trabajo fue realizado por mano de obra esclava, incluidos miles de trabajadores de la Unión Soviética, bajo la supervisión de las tropas alemanas. Los alemanes transportaron a más de 16.000 trabajadores esclavos a las Islas del Canal para construir fortificaciones. Los alemanes emplearon (o utilizaron) cinco categorías de trabajadores de la construcción:
Se reclutó mano de obra extranjera remunerada de la Europa ocupada, incluidos trabajadores franceses, belgas y holandeses, incluidos algunos miembros de movimientos de resistencia que aprovecharon la oportunidad de viajar para acceder a mapas y planos.

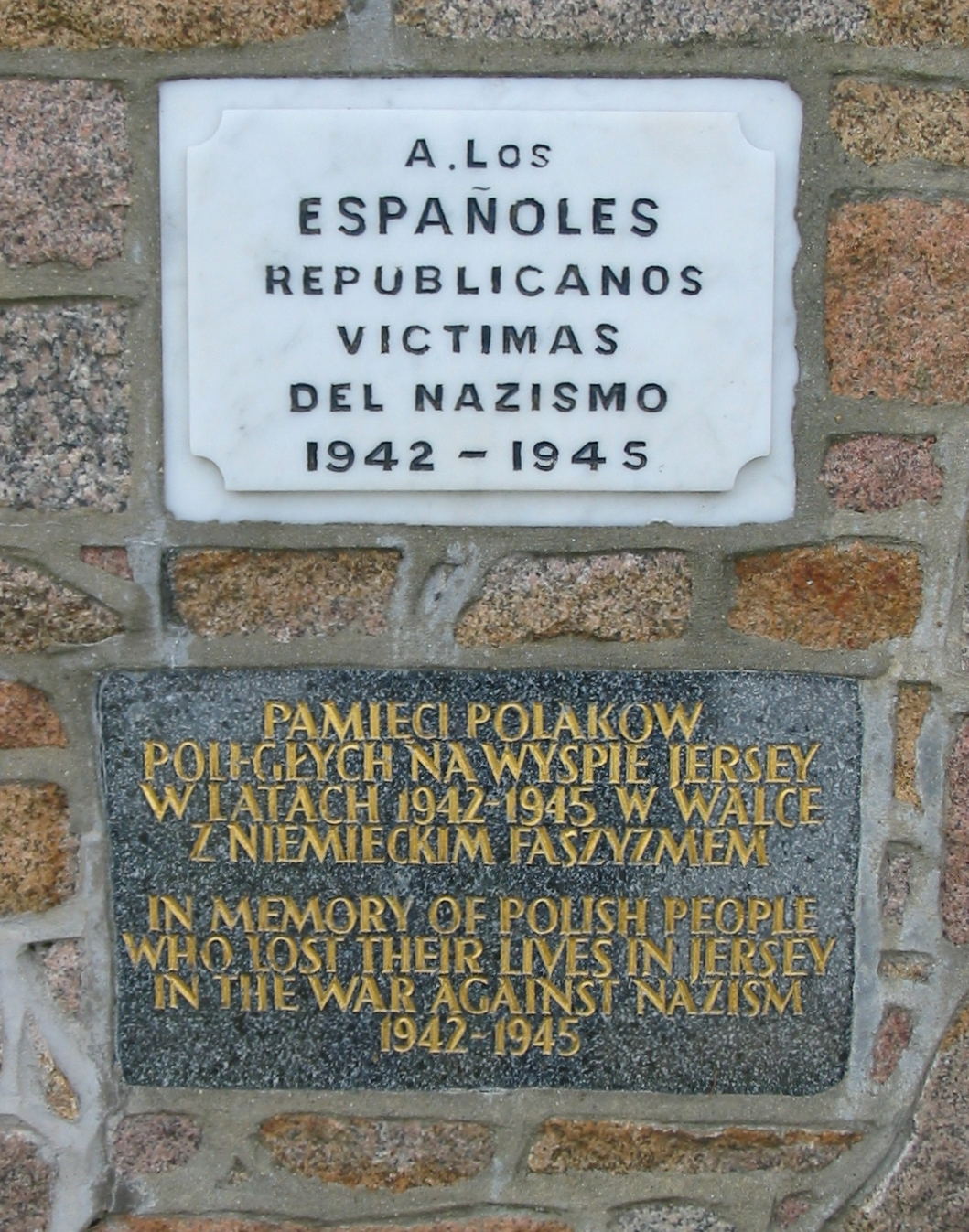
Placas: «A los españoles republicanos víctimas del nazismo 1942-1945» - «En memoria de los polacos que perdieron la vida en Jersey en la guerra contra el nazismo 1942-1945»

También se asignaron trabajadores reclutados de Francia, Bélgica y los Países Bajos. En 1941, el gobierno de Vichy entregó a los alemanes a cientos de argelinos y marroquíes franceses desempleados y los envió a Jersey. Alrededor de 2000 españoles que se habían refugiado en Francia tras el fin de la guerra civil española y que habían sido internados por los franceses también fueron entregados para realizar trabajos forzados.
La mayor parte de los trabajadores esclavos soviéticos provenían de Ucrania. Así mismo, mil judíos franceses fueron traídos para trabajar en los proyecto de construcción alemanes.

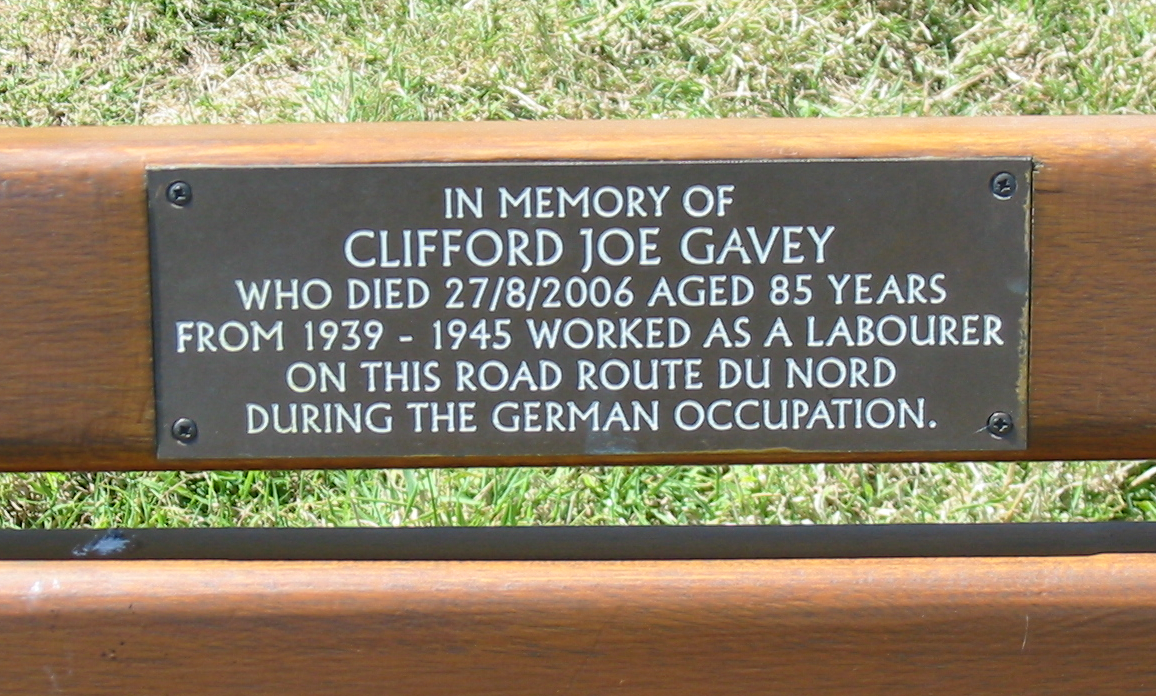
Placa en un banco «En memoria de Clifford Joe Gavey, quien murió el 27/8/2006 a la edad de 85 años entre 1939 y 1945, trabajó como obrero en esta carretera Route du Nord durante la ocupación alemana», Route du Nord, Saint John, Jersey

El problema del uso de mano de obra local surgió al principio de la ocupación. En una solicitud de mano de obra fechada el 19 de julio de 1941, el Oberbefehlshaber West citó la «extrema dificultad» de conseguir mano de obra civil local. El 7 de agosto, el diputado Le Quesne, que estaba a cargo del Departamento de Trabajo de Jersey, rechazó una orden alemana de proporcionar mano de obra para las mejoras en el aeropuerto de Jersey con el argumento de que esto sería brindar asistencia militar al enemigo. El 12 de agosto, los alemanes declararon que, a menos que hubiera mano de obra, se reclutaría por la fuerza a los hombres. Los constructores que originalmente habían construido el aeropuerto emprendieron el trabajo bajo protesta. Ante las amenazas de reclutamiento y deportación a Francia, la resistencia a las demandas condujo a una disputa continua sobre la interpretación de la Convención de La Haya y la definición de obras militares y no militares. Un ejemplo que surgió fue hasta qué punto la «jardinería» no militar se pretendía como camuflaje militar. El 1 de agosto de 1941, los alemanes aceptaron que la Convención de La Haya establecía que ningún civil podía ser obligado a trabajar en proyectos militares. El caso del reforzamiento de los diques, que legítimamente podrían describirse como defensas marítimas civiles (importantes para las islas) pero que sin duda tenían un claro beneficio militar en términos de defensa costera, mostró cuán difícil era distinguir en la práctica. La necesidad económica llevó a muchos isleños a aceptar el empleo ofrecido por los alemanes. Los alemanes también indujeron el trabajo civil al ofrecer a quienes infringieron el toque de queda u otras regulaciones empleo en proyectos de construcción como alternativa a la deportación a Alemania.
La quinta categoría de trabajo eran los objetores de conciencia británicos y los ciudadanos irlandeses. Como muchos de los jóvenes de las islas se habían unido a las fuerzas armadas al estallar la guerra, había escasez de mano de obra en las granjas, particularmente para la cosecha de patatas; 150 objetores de conciencia registrados asociados con Peace Pledge Union y 456 trabajadores irlandeses fueron reclutados para trabajar en Jersey. Algunos optaron por quedarse y quedaron atrapados por la ocupación. Algunos de los objetores de conciencia eran comunistas y consideraban el pacto germano-soviético como una justificación para trabajar para los alemanes. Otros participaron en actividades de resistencia no violenta. Como los trabajadores irlandeses eran ciudadanos de un país neutral (véase La Emergencia), eran libres de trabajar para los alemanes como quisieran y muchos lo hicieron. Los alemanes intentaron fomentar las simpatías antibritánicas y pro-IRA con eventos de propaganda dirigidos a los irlandeses. John Francis Reilly convenció a setenta y dos de sus compatriotas irlandeses en 1942 para que se ofrecieran como voluntarios para trabajar en la fundición Hermann Göring cerca de Brunswick. Las condiciones eran muy duras y regresaron a Jersey en 1943. Reilly se quedó en Alemania para transmitir por radio y se unió al Sicherheitsdienst (SD).

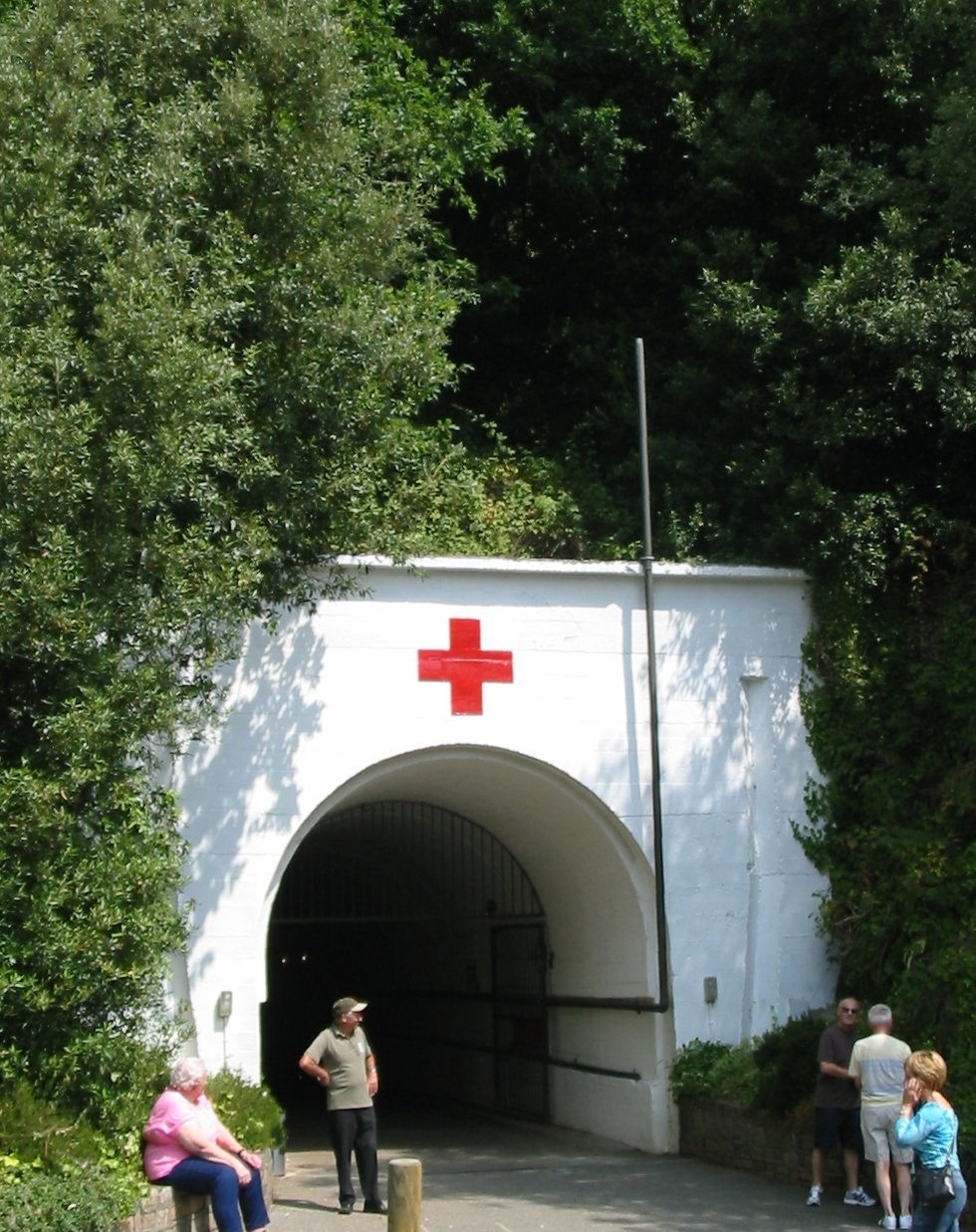
Entrada al hospital subterráneo alemán en Jersey

Las islas del Canal se encontraban entre las secciones más fuertemente fortificadas del Muro atlántico, en particular Alderney, que es la más cercana a Francia. El 20 de octubre de 1941, Hitler firmó una directiva, en contra del consejo del Comandante en Jefe del Grupo de Ejércitos D, al mando del teatro de operaciones occidental,  Erwin von Witzleben, para convertir las islas del Canal en una «fortaleza inexpugnable». En el transcurso de 1942, una doceava parte de todos los recursos destinados a la totalidad del muro atlántico se dedicaron a la fortificación de las islas del Canal. Hitler había decretado que el 10% del acero y el hormigón destinados para la construcción del Muro del Atlántico fueran a las islas. A menudo se dice que las islas del Canal estaban mejor defendidas que las playas de Normandía, dada la gran cantidad de túneles y búnkeres alrededor de las islas. Para 1944, solo con la excavación de túneles, se habían extraído en total unos 244 metros cúbicos de roca de Guernsey, Jersey y Alderney (la mayoría de Jersey). En el mismo punto en 1944 en todo el Muro Atlántico desde Noruega hasta la frontera franco-española, excluyendo las islas del Canal, habían extraído unos 225 metros cúbicos.
Se construyeron trenes ligeros en Jersey y Guernsey para abastecer las fortificaciones costeras. En Jersey, se instaló una línea de 1000 mm de ancho de vía siguiendo la ruta del antiguo Ferrocarril de Jersey que iba de Saint Helier a La Corbière, con un ramal que conectaba la cantera de piedra en Ronez con Saint John. Una línea de 600 mm de ancho de vía corría a lo largo de la costa oeste, y otra se trazó en dirección este desde Saint Helier hasta Gorey. La primera línea se abrió en julio de 1942 y la ceremonia fue interrumpida por espectadores de Jersey que se resistieron pasivamente. El Ferrocarril de Alderney fue tomado por los alemanes que levantaron parte de la línea de ancho estándar y la reemplazaron por una línea de ancho de vía métrica, operada por dos locomotoras diésel Feldbahn 0-4-0. La infraestructura ferroviaria alemana fue desmantelada después de la liberación en 1945.

#### Campos de trabajos forzados
Los alemanes construyeron muchos campos en Jersey, Guernsey y cuatro campos en Alderney. La Organización Nazi Todt operaba cada campamento y utilizó trabajo forzado para construir búnkeres, emplazamientos de armas, refugios antiaéreos y fortificaciones de hormigón.

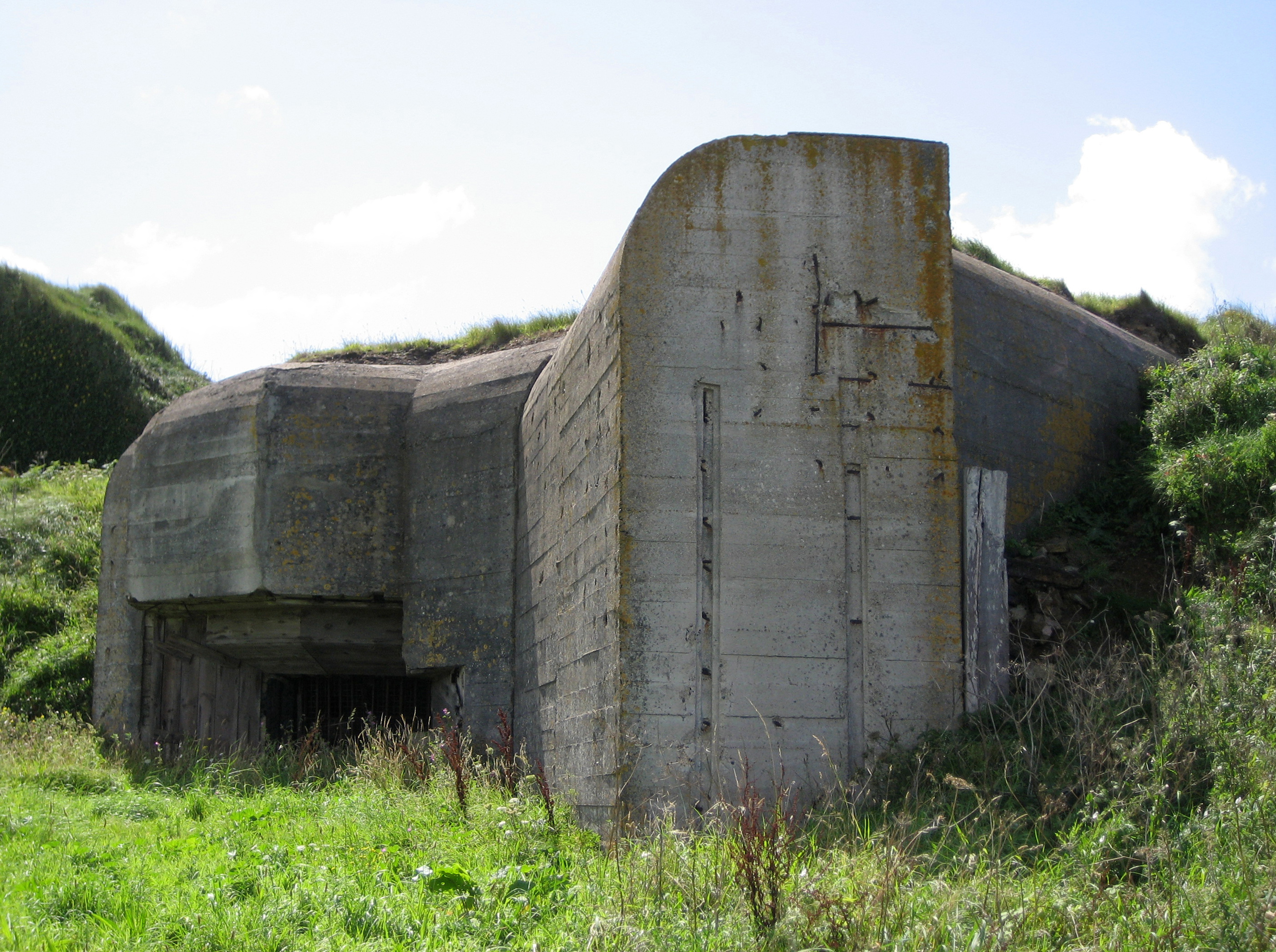
Alderney todavía está cubierto de fortificaciones alemanas construidas por mano de obra esclava del campo.

En Alderney, los campos comenzaron a funcionar en enero de 1942 y tenían una población total de reclusos de unos 6000. Los campos de Borkum y Helgoland eran campos de trabajo «voluntario» (Hilfswillige), Lager Borkum se utilizó para albergar a técnicos alemanes y «voluntarios» de otros países europeos. Lager Helgoland se llenó de trabajadores soviéticos de la Organización Todt, a los trabajadores de estos campos se les pagaba por el trabajo realizado, lo que no fue el caso de los reclusos en los dos campos de concentración de Sylt y Norderney. Los prisioneros de Lager Sylt y Lager Norderney eran trabajadores esclavos; El campo de Sylt albergaba a trabajadores forzados judíos. El campo de Norderney albergaba a trabajadores forzados europeos (principalmente europeos del este, pero también españoles) y soviéticos. El 1 de marzo de 1943, Lager Norderney y Lager Sylt fueron puestos bajo el control del SS Hauptsturmführer Max List, convirtiéndolos en campos de concentración.
Más de 700 de los reclusos de los cuatro campos perdieron la vida en Alderney o en barcos que viajaban hacia / desde Alderney antes de que se cerraran los campos y los reclusos restantes fueran trasladados a Francia, principalmente a mediados de 1944. El buque Minotaur, que transportaba a 468 trabajadores de la Organización Todt, incluidas mujeres y niños de Alderney, fue alcanzado por lanchas torpederas a motor de la Royal Canadian Navy cerca de Saint-Malo; alrededor de 250 de los pasajeros murieron por las explosiones o ahogados, el 5 de julio de 1944. En Jersey, el número de campamentos no está claro. Se ha investigado el campamento de Lager Wick en Grouville, y se estima que 200 trabajadores estaban alojados allí.
El movimiento de resistencia de Norman Le Brocq, en un exitoso intento de elevar la moral de los prisioneros, creó carteles y folletos en español y ruso para informar a los trabajadores forzados de la derrota alemana a manos del Ejército Rojo en la batalla de Kursk y en la batalla de Stalingrado. La red de resistencia de Norman Le Brocq fue una de las únicas redes de resistencia activas en la isla del canal para sabotear activamente a los nazis. Durante 1945, convenció con éxito a los soldados alemanes antinazis para que tramaran un motín contra sus oficiales. Las fuerzas aliadas liberaron la isla antes de que pudiera comenzar el motín.

### Judíos

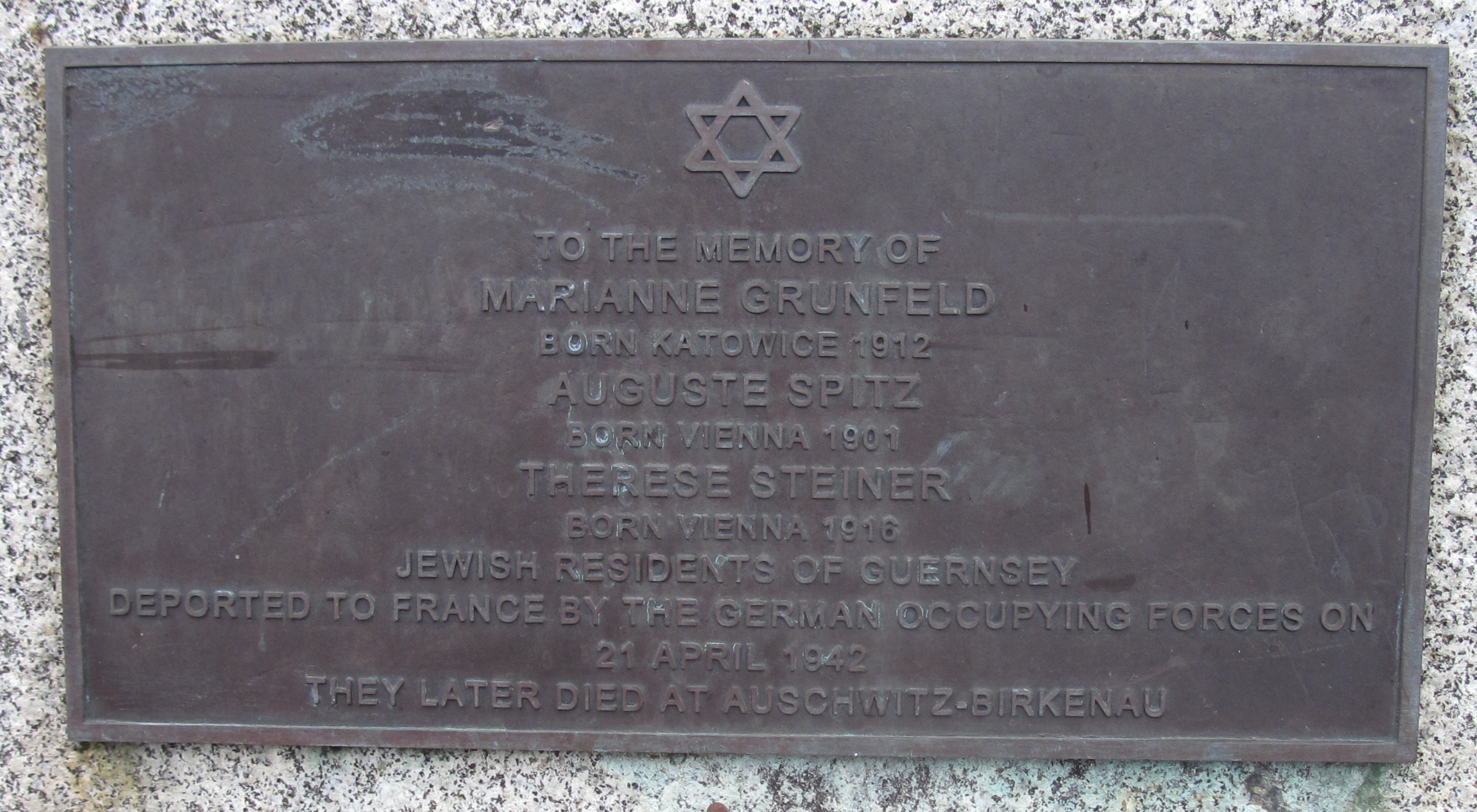
Placa en Saint Peter Port a la memoria de los tres residentes judíos de Guernsey que fueron deportados y asesinados en el campo de exterminio de Auschwitz

Un pequeño número de judíos británicos y de otras nacionalidades vivían en las islas del Canal durante la ocupación. La mayoría habían sido evacuados en junio de 1940, pero la ley británica no permitía que los ciudadanos procedentes de países considerados como enemigos, independientemente de su origen étnico, ingresaran a Gran Bretaña sin un permiso especial. Cuando llegaron los alemanes, dieciocho judíos se registraron de un número estimado de treinta a cincuenta. En octubre de 1940, los funcionarios alemanes emitieron la primera orden antijudía, que instruía a la policía a identificar a los judíos como parte del proceso de registro civil. Las autoridades de la isla aceptaron y las tarjetas de registro se marcaron con una «J» roja; además, se compiló una lista de propiedades judías, incluidas aquellas propiedades de judíos de la isla que habían sido evacuados, dichas listas se entregaron a las autoridades alemanas. Los judíos registrados en las islas, a menudo miembros de la Iglesia de Inglaterra con únicamente uno o dos abuelos judíos, estaban sujetos a las nueve Órdenes relativas a las medidas contra los judíos, incluido el cierre de sus negocios (o colocarlos bajo administración aria), la entrega de sus radios y permanecer en el interior de sus casas durante todo el día menos una hora.
La administración civil estaba angustiaban sobre hasta dónde podían oponerse a las órdenes antijudias alemanas. El proceso se desarrolló de manera diferente en las tres islas. Los funcionarios locales hicieron algunos esfuerzos para mitigar las medidas antisemitas de la fuerza de ocupación nazi y, como tal, se negaron a exigir que los judíos usaran estrellas amarillas identificatorias e hicieron que la mayoría de los antiguos negocios judíos volvieran a sus antiguos dueños después de la guerra. Los funcionarios del departamento de registro obtuvieron documentos falsos para algunos de los que caían dentro de las categorías sospechosas de los alemanes. Las medidas antijudías no se llevaron a cabo de forma sistemática. Algunos judíos conocidos vivieron la ocupación con relativa tranquilidad, incluida Marianne Blampied, la esposa del artista Edmund Blampied.
Tres mujeres judías de nacionalidad austríaca y polaca, Therese Steiner, Auguste Spitz y Marianne Grünfeld, quienes habían huido de Europa Central a Guernsey en la década de 1930, pero no pudieron salir de la isla, como parte de la evacuación llevada a cabo en 1940, porque estaban excluidas por la ley del Reino Unido. Dieciocho meses después, Steiner alertó a los alemanes de su presencia. Las tres mujeres fueron deportadas a Francia en abril de 1942 y luego enviadas a Auschwitz donde fueron asesinadas o fallecieron.

### Masones
La masonería fue suprimida por los alemanes. Los templos masónicos en Jersey y Guernsey fueron saqueados en enero de 1941 y los muebles y las insignias fueron incautados y llevados a Berlín para exhibirlos. Se examinaron las listas de miembros de las logias masónicas. Más tarde en 1941, los estados en ambos bailiwicks aprobaron legislación para nacionalizar la propiedad masónica, con el fin de proteger los edificios y los bienes. Las legislaturas resistieron los intentos de aprobar medidas antimasónicas y ningún francmasón individual fue perseguido por su adhesión. El escultismo fue prohibido, pero continuó encubierto.

### Deportaciones

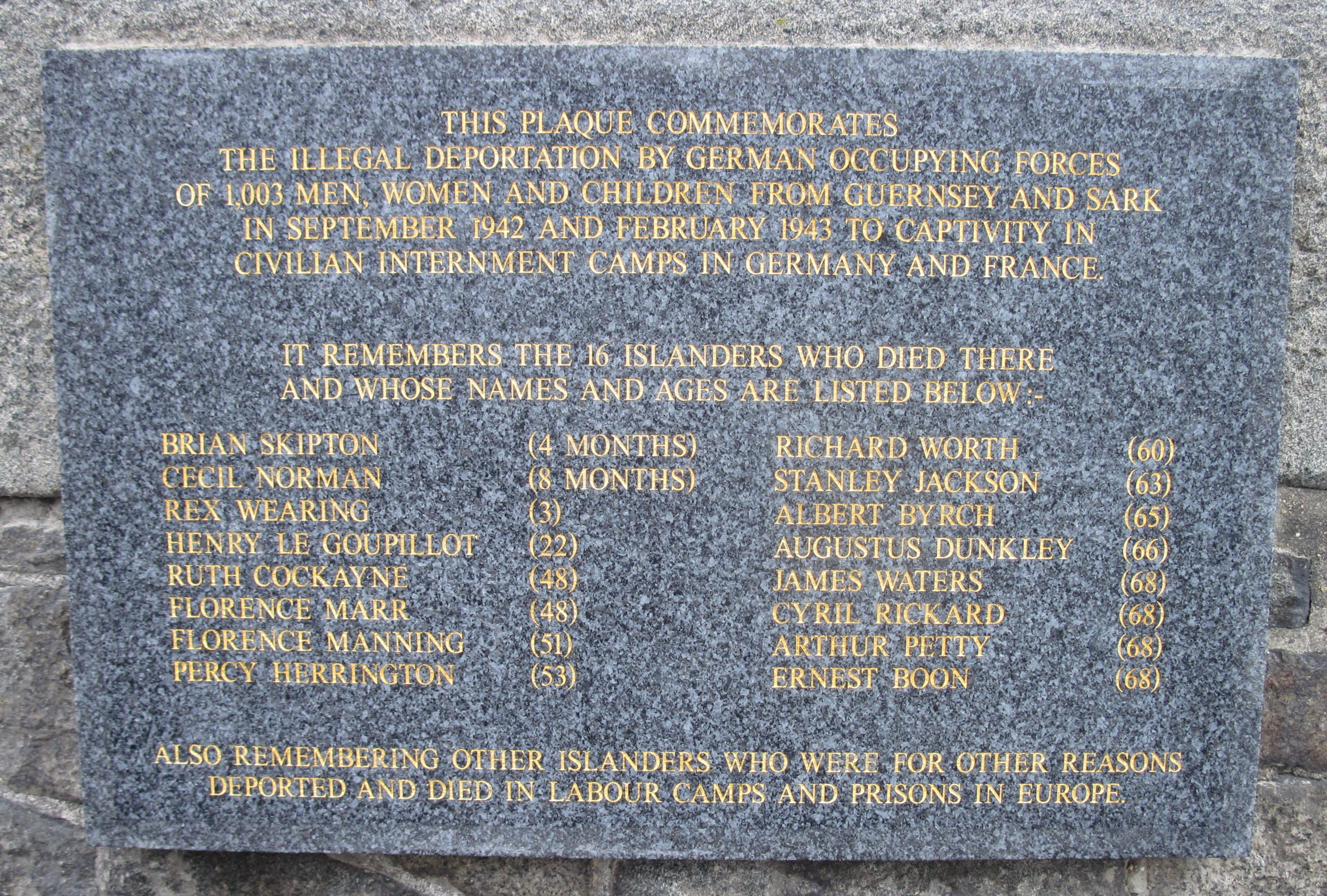
Esta placa en Saint Peter Port conmemora a las 1003 personas deportadas de Guernsey y, en particular, a los dieiséis deportados que murieron en cautiverio y otros que murieron en prisiones y campos de trabajo.

Por órdenes específicas de Adolf Hitler en 1942, las autoridades alemanas anunciaron que todos los residentes de las Islas del Canal que no hubieran nacido en las islas, así como los hombres que habían servido como oficiales en la Primera Guerra Mundial, serían deportados. La mayoría de ellos fueron transportados al suroeste de Alemania, a Ilag V-B en Biberach an der Riss y al campo de prisioneros de Ilag VII en Laufen y a Wurzach. Esta orden de deportación se emitió originalmente en 1941, como represalia por los 800 civiles alemanes deportados e internados en Irán. La proporción era de veinte isleños por cada alemán internado, pero su promulgación se retrasó y luego se diluyó. El miedo al internamiento provocó suicidios en las tres islas. La enfermera de Guernsey Gladys Skillett, que estaba embarazada de cinco meses en el momento de su deportación a Biberach, se convirtió en la primera isleña del Canal en dar a luz mientras estaba en cautiverio en Alemania. De los 2300 deportados, 45 morirían antes de que acabara la guerra.

## Resistencia
Una de las primeras células de resistencia creadas fue el Partido Comunista de Jersey, creado por un activista adolescente llamado Norman Le Brocq y otros dos jóvenes activistas pertenecientes al Partido Comunista de Gran Bretaña (CPGB). Usando esta célula, Norman Le Brocq creó una organización paraguas conocida como el Movimiento Democrático de Jersey (JDM), para unir la resistencia comunista y no comunista en toda la isla.

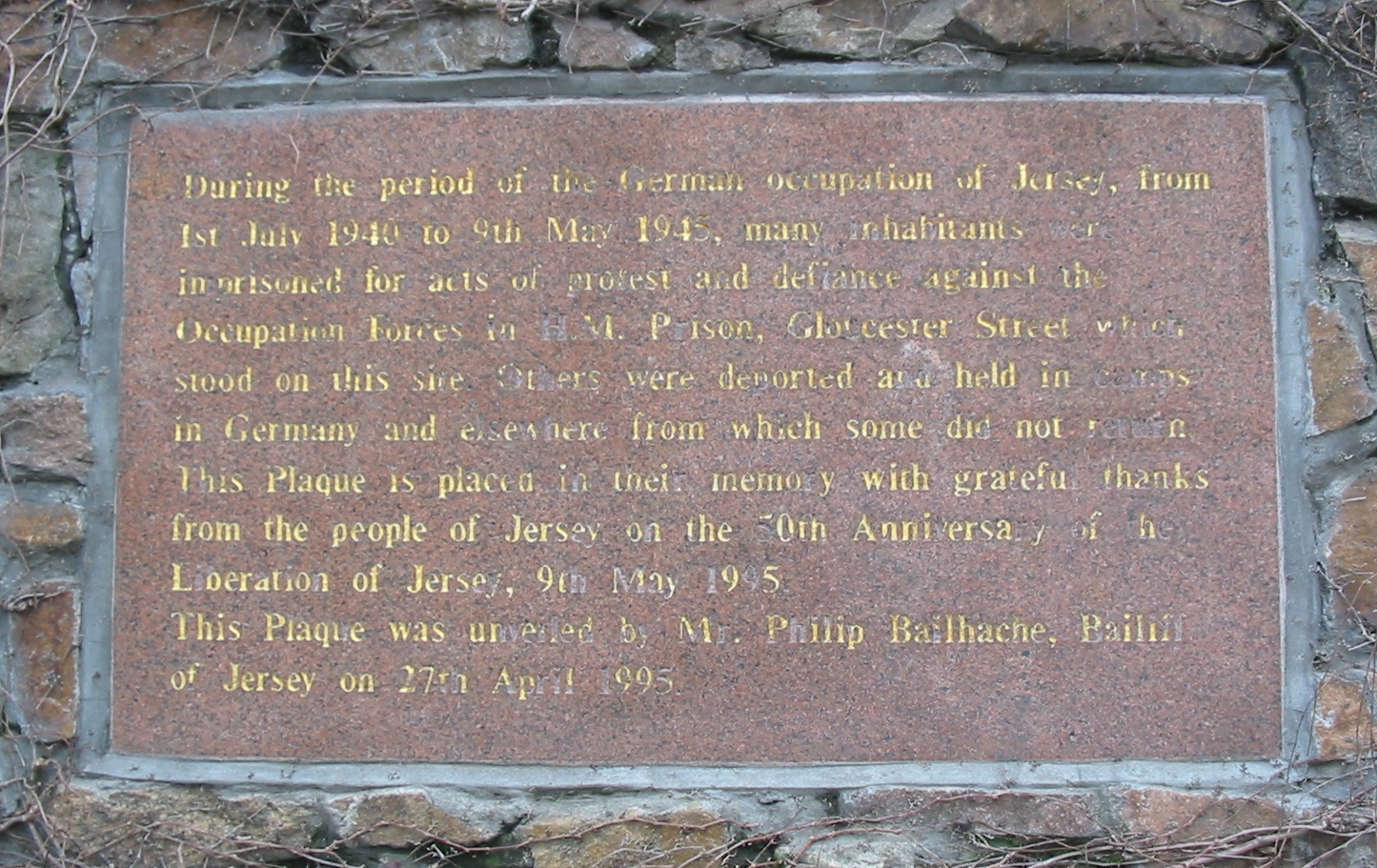
Placa: «Durante el período de la ocupación alemana de Jersey, del 1 de julio de 1940 al 9 de mayo de 1945, muchos habitantes fueron encarcelados por actos de protesta y desafío contra las Fuerzas de Ocupación en la Prisión HM, en Gloucester Street, que se encontraba en este lugar. Otros fueron deportados y recluidos en campos en Alemania y en otros lugares de los que algunos no regresaron».

De una población de 66.000 habitantes durante el periodo de guerra en las islas del Canal, un total de alrededor de 4000 isleños fueron condenados por infringir las leyes (alrededor de 2600 en Jersey y 1400 en Guernsey), aunque la mayoría lo fueron por simples actos delictivos comunes en lugar de actos de resistencia. 570 prisioneros fueron enviados a prisiones y campos continentales y al menos veintidós hombres de Jersey y nueve de Guernsey no regresaron. El historiador Willmott Louise estimó que más de doscientas personas en Jersey brindaron apoyo material y moral a los trabajadores forzados que escaparon, incluidos más de cien que estaban involucrados en la red de casas seguras que albergan a los fugitivos.
Ningún isleño se unió a unidades militares alemanas activas. Aunque un pequeño número de hombres del Reino Unido que habían quedado varados en las islas al comienzo de la ocupación se unieron desde la prisión. Eddie Chapman, un inglés, que estaba en prisión por robo en Jersey cuando ocurrió la invasión, se ofreció a trabajar para los alemanes como espía bajo el nombre en clave de Fritz y luego se convirtió en un agente doble británico bajo el nombre en clave ZigZag.

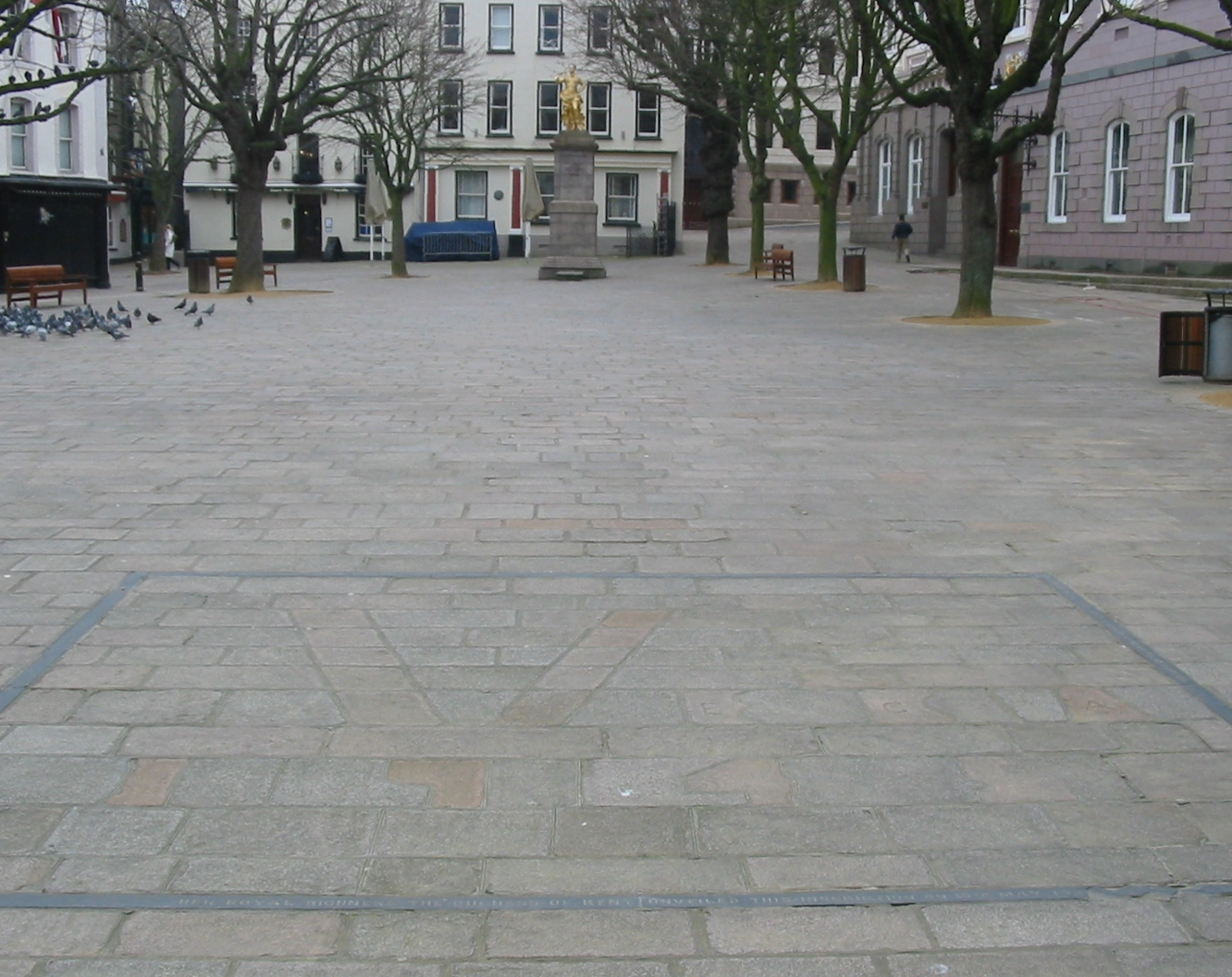
Durante la ocupación alemana de Jersey, un albañil que reparaba el pavimento de Royal Square incorporó una V de victoria ante las narices de los ocupantes. Esto se modificó más tarde para referirse al barco Vega de la Cruz Roja. La adición de la fecha de 1945 y un marco más reciente lo ha convertido en un monumento.

Al contrario que en el resto de países ocupados por la Alemania nazi, en la islas del Canal la resistencia fue únicamente pasiva (no hubo ningún acto de resistencia activa, entendida como resistencia armada, que implicara asesinatos o destrucción de propiedad alemana) estos actos de resistencia consistían principalmente en: actos de sabotaje menores, dar refugio y ayuda a trabajadores esclavos fugitivos y publicación de periódicos clandestinos que contenían noticias retransmitidas por la BBC. Gran parte de la población en edad militar ya se había unido a las fuerzas armadas británicas o francesas. Debido al pequeño tamaño de las islas, la mayor parte de la resistencia involucró a personas que arriesgaron sus vidas para salvar a otras personas. El gobierno británico no fomentó la resistencia en las Islas del Canal. Los isleños se unieron a la campaña del signo V de Churchill pintando la letra "V" (de Victoria) sobre los letreros alemanes.
Los alemanes inicialmente siguieron una política de presentar una presencia no amenazante a la población residente por su valor propagandístico antes de una eventual invasión y ocupación del Reino Unido. Muchos isleños estaban dispuestos a aceptar las necesidades de la ocupación siempre que sintieran que los alemanes se estaban comportando de manera correcta y legal. Dos hechos sacaron a muchos isleños de esta actitud pasiva en particular: la confiscación de radios y la deportación de grandes sectores de la población.
En mayo de 1942, tres jóvenes, Peter Hassall, Maurice Gould y Denis Audrain, intentaron escapar de Jersey en un bote. Audrain se ahogó y Hassall y Gould fueron encarcelados en Alemania, donde murió Gould. Tras este intento de fuga, se introdujeron restricciones a los botes pequeños y embarcaciones, se impusieron restricciones a la posesión de equipos fotográficos (los niños habían estado llevando consigo fotografías de fortificaciones) y se confiscaron radios a la población. Un total de 225 isleños, como Peter Crill, escaparon de las islas a Inglaterra o Francia: 150 de Jersey y 75 de Guernsey. El número de fugas aumentó después del Día D, cuando las condiciones en las islas empeoraron significativamente al cortarse las rutas de suministro al continente y aumentó el deseo de unirse a la liberación de Europa.

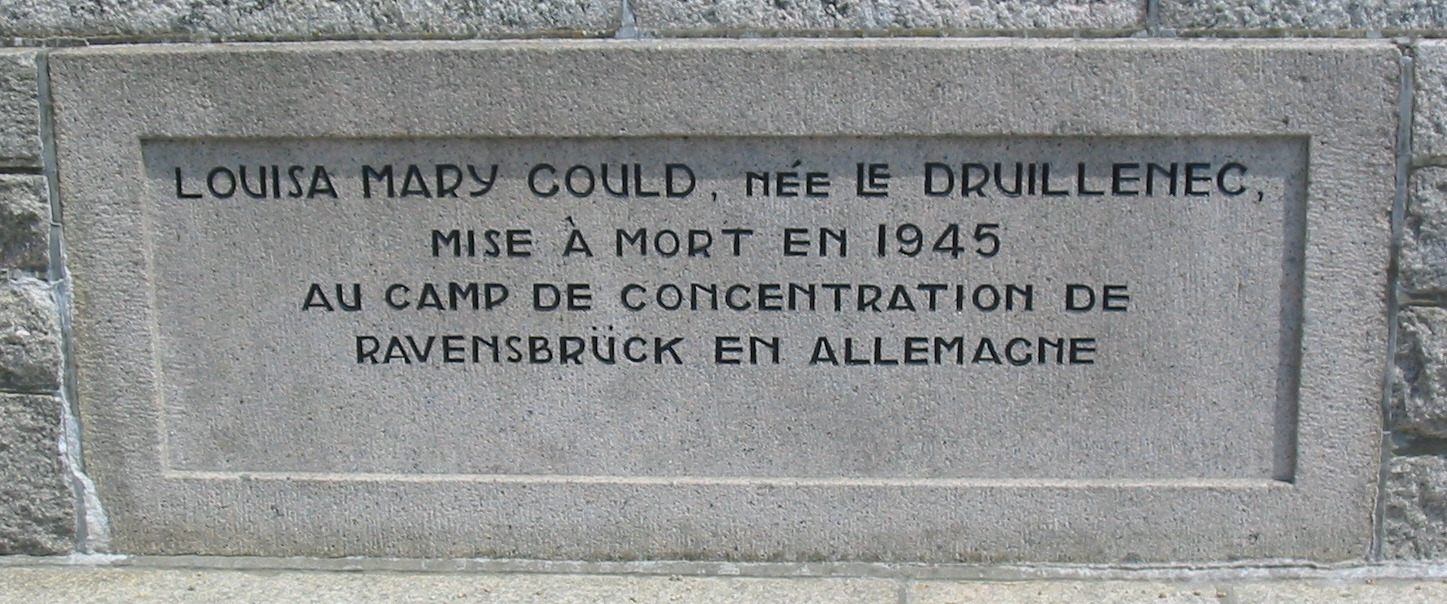
Placa en el monumeto conmemorativo de guerra de Saint Ouen, Jersey, a Louisa Mary Gould, víctima del campo de concentración nazi de Ravensbrück: «Louisa Mary Gould, née Le Druillenec, mise à mort en 1945 au camp de concentration de Ravensbrück en Allemagne»

Se prohibió escuchar la BBC en las primeras semanas de la ocupación y luego (sorprendentemente dada la política en otras partes de la Europa ocupada por los nazis) se toleró durante un tiempo antes de volver a prohibirse. En 1942, la prohibición se volvió draconiana, y los ocupantes prohibieron escuchar la radio (incluso las estaciones alemanas), una prohibición respaldada por la confiscación de equipos de radio. Al negarles el acceso a las transmisiones de la BBC, las poblaciones de las islas sintieron un mayor resentimiento contra los alemanes y trataron cada vez más de socavar las reglas. Se difundieron los receptores de radio ocultos y las redes clandestinas de distribución de noticias. Muchos isleños escondieron sus aparatos (o los reemplazaron por aparatos de cristal caseros) y continuaron escuchando la BBC, a pesar del riesgo de ser descubiertos por los alemanes o ser informados por sus vecinos. Las incursiones regulares del personal alemán en busca de radios alienaron aún más a la población.
La escasez de monedas en Jersey (causada en parte por las tropas de ocupación que se llevaron las monedas como recuerdo) condujo a la aprobación de la Ley de Billetes de Moneda (Jersey) el 29 de abril de 1941. Los billetes diseñados por Edmund Blampied fueron emitidos por los Estados de Jersey en denominaciones de 6 peniques (6d), 1, 2 y 10 chelines (10/–) y 1 libra (£1). El billete 6d fue diseñado por Blampied de tal manera que la palabra seis en el reverso incorporaba una "X" de gran tamaño, de modo que cuando se doblaba el billete, el resultado era el símbolo de resistencia "V" de la victoria.  Un año más tarde se le pidió que diseñara seis nuevos sellos postales para la isla, en denominaciones de ½d a 3d. Como señal de resistencia, incorporó en el diseño del sello 3d las iniciales GR (de Georgius Rex) en ambos lados del "3" para mostrar lealtad al rey Jorge VI. Edmund Blampied también falsificó sellos para documentos de fugitivos.
Las deportaciones de 1942 provocaron las primeras manifestaciones masivas contra la ocupación. La ilegalidad e injusticia de la medida, en contraste con la llamativa insistencia anterior de los alemanes en la legalidad y la corrección, indignó a los que se quedaron atrás y alentó a muchos a hacer la vista gorda ante las actividades de resistencia de otros en apoyo pasivo.
Poco después del hundimiento del HMS Charybdis el 23 de octubre de 1943, los cuerpos de veintiún miembros de la Royal Navy y los Royal Marines fueron arrojados a Guernsey. Las autoridades alemanas los enterraron con todos los honores militares. Los funerales se convirtieron en una oportunidad para que algunos de los isleños demostraran su lealtad a Gran Bretaña y su oposición a los ocupantes: alrededor de 5.000 isleños asistieron al funeral y colocaron 900 coronas de flores, una demostración suficiente contra la ocupación para que en los funerales militares posteriores los ocupantes alemanes no dejaran asistir a los civiles.
Algunas mujeres isleñas fraternizaron con las fuerzas de ocupación. Esto fue mal visto por la mayoría de los isleños, quienes les dieron el apodo despectivo de Jerry-bags. Según el Ministerio de Defensa, una proporción muy alta de mujeres «de todas las clases y familias» tuvo relaciones sexuales con el enemigo y entre 800 y 900 niños nacieron de padres alemanes. Los alemanes estimaron que sus tropas habían sido responsables de engendrar entre 60 y 80 nacimientos fuera del matrimonio en las Islas del Canal. En lo que respecta a las cifras oficiales, se registraron 176 nacimientos fuera del matrimonio en Jersey entre julio de 1940 y mayo de 1945; en Guernsey, 259 nacimientos fuera del matrimonio entre julio de 1941 y junio de 1945 (la disparidad en las cifras oficiales se explica por las diferentes definiciones legales de nacimientos fuera del matrimonio en las dos jurisdicciones). Las autoridades militares alemanas intentaron prohibir la fraternización sexual para reducir la incidencia de enfermedades de transmisión sexual. Abrieron burdeles para soldados, atendidos por prostitutas francesas bajo vigilancia médica alemana.
La visión de la brutalidad contra los trabajadores forzados hizo que muchos isleños se dieran cuenta de la realidad de la ideología nazi detrás de la fachada puntillosa de la ocupación. Las marchas forzadas entre campamentos y lugares de trabajo por parte de trabajadores en condiciones miserables y palizas públicas abiertas hicieron visible la brutalidad del régimen nazi.

## Reacción del Gobierno británico

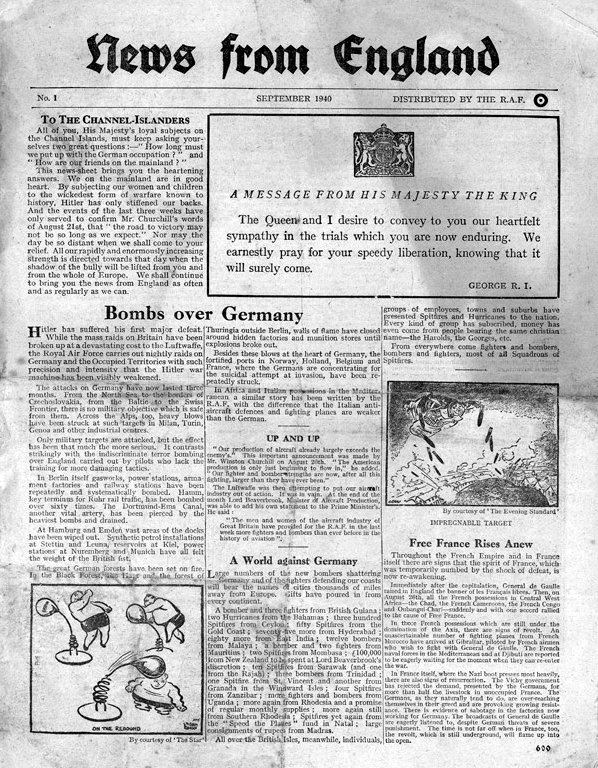
Periódico británico lanzado a las islas poco después de la ocupación, en septiembre de 1940

La reacción del gobierno de Su Majestad a la invasión alemana fue silenciada, y el Ministerio de Información emitió un comunicado de prensa poco después del desembarco de los alemanes. En varias ocasiones, aviones británicos arrojaron periódicos y folletos de propaganda sobre las islas.

### Incursiones británicas en las islas del Canal
- El 6 de julio de 1940, el segundo teniente Hubert Nicolle, un hombre de Guernsey que servía en el ejército británico, fue enviado a Guernsey en una misión de investigación, la Operación Anger.[52] : 62 Un submarino lo dejó en la costa sur de Guernsey y lo llevó a tierra en una canoa al amparo de la noche. Esta fue la primera de dos visitas que hizo Nicolle a la isla.[67] Después del segundo, se perdió su cita y quedó atrapado en Guernsey. Después de un mes y medio escondido, se entregó a las autoridades alemanas y fue enviado a un campo de prisioneros de guerra alemán.
- La noche del 14 de julio de 1940, hombres de la Tropa H del Comando n.º 3 al mando de John Durnford-Slater y la Compañía Independiente n.º 11 lanzaron la Operación Ambassador en Guernsey. Los asaltantes no lograron establecer contacto con la guarnición alemana. Cuatro comandos quedaron atrás y fueron hechos prisioneros.[52]: 71 [68]
- La Operación Dryad fue una incursión exitosa en el faro de Casquets del 2 al 3 de septiembre de 1942.[52]: 79
- La Operación Branford fue una incursión sin incidentes contra Burhou, una isla cerca de Alderney, del 7 al 8 de septiembre de 1942.[52]: 86
- En octubre de 1942, hubo una incursión de un comando británico en Sark, denominada Operación Basalto.[52]: 89 Durante la incursión tres soldados alemanes murieron y uno fue capturado. Las acciones tomadas por los comandos dieron como resultado una acción de represalia alemana contra los habitantes de las islas y una orden para ejecutar a los comandos capturados.
- La Operación Huckaback fue una incursión planeada originalmente para la noche del 9/10 de febrero de 1943, con incursiones simultáneas en Herm, Jethou y Brecqhou. El objetivo era tomar prisioneros y obtener información sobre la situación en las islas. Cancelado debido al mal tiempo, Huckaback se reinventó como una incursión solo en Herm. Al desembarcar en Herm y encontrar la isla desocupada, los comandos se retiraron.[52]: 113
- La Operación Pussyfoot también fue una incursión en Herm, pero la espesa niebla del 3 al 4 de abril de 1943 frustró la incursión y los comandos no desembarcaron.
- Operación Hardtack fue una serie de incursiones de comando en las islas del Canal y la costa norte de Francia en diciembre de 1943. Hardtack 28 fue un desembarco en Jersey del 25 al 26 de diciembre, y después de escalar el acantilado norte, los comandos hablaron con los lugareños, pero no encontraron ningún alemán. Sufrieron dos bajas cuando una mina explotó en el camino de regreso. Uno de los heridos, el capitán Phillip Ayton,[69] murió a causa de sus heridas unos días después. Hardtack 7 fue una incursión en Sark del 26 al 27 de diciembre, sin poder escalar los acantilados. Regresaron el 27 y 28 de diciembre, pero dos murieron y la mayoría resultaron heridos por las minas al escalar, lo que provocó que la operación fracasara.[52]: 117

### Bombardeos y ataques de barcos contra las islas.

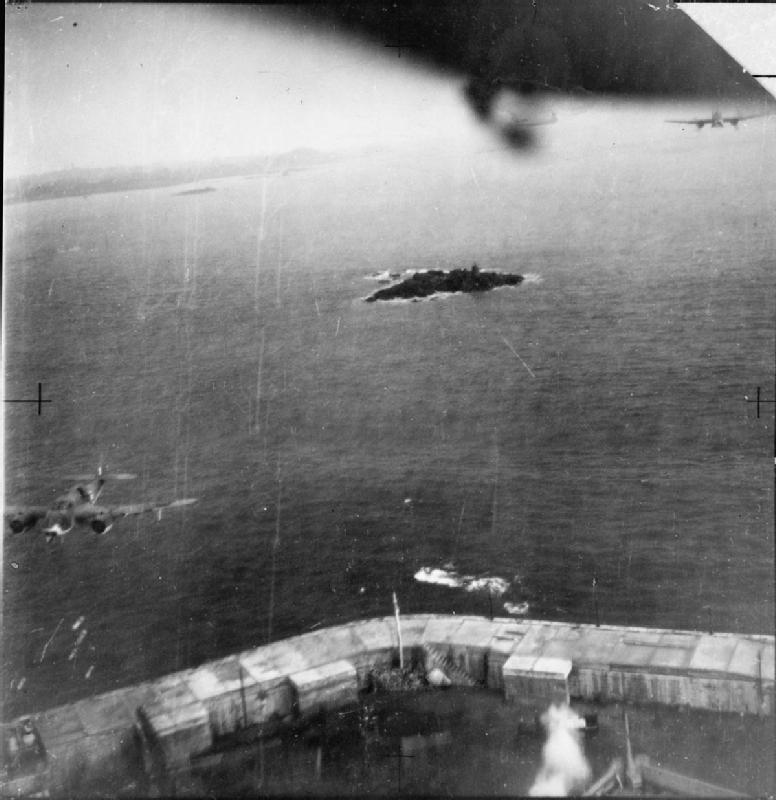
Una fotografía oblicua de bajo nivel tomada por uno de los tres Bristol Beaufort del escuadrón n.° 86 de la RAF, atacando el envío en St Peter Port, Guernsey.

La RAF llevó a cabo los primeros bombardeos en 1940 a pesar de que los ataques tenían poco valor salvo propagandístico, el riesgo de alcanzar objetivos no militares era grande y existía el temor de posibles represalias alemanas contra la población civil. Veintidós ataques aéreos aliados en las islas del Canal durante la guerra provocaron al menos 93 muertos y 250 heridos, muchos de los cuales eran trabajadores de la Organización Todt en los puertos o en los transportes. Murieron trece tripulantes.: 137 
Hubo muertes causadas por ataques navales, entre soldados y marineros alemanes, incluidos civiles y trabajadores de la Organización Todt, incluido el buque Minotauro que transportaba a 468 trabajadores de la Organización Todt, incluidas mujeres y niños de Alderney, que fue alcanzado por lanchas torpederas a motor de la Marina Real Canadiense cerca de Saint-Malo, alrededor de 250 de los pasajeros murieron por las explosiones o ahogados, el 5 de julio de 1944.: 132 : 119 
En junio de 1944, la batería Blücher, un emplazamiento de artillería alemana de 150 mm situado en Alderney, abrió fuego contra las tropas estadounidenses en la península de Cotentin. El HMS Rodney recibió órdenes el 12 de agosto para disparar contra la batería. Usando un avión como observador, disparó proyectiles de 72x16 pulgadas a una distancia de 40 kilómetros. Dos alemanes murieron y varios resultaron heridos con dos de los cuatro cañones dañados. Tres de los cañones dañados volvieron a estar en acción en agosto, el cuarto en noviembre. Los disparos navales no fueron muy efectivos.: 138 

### Representación en Londres
Como dependencias de la Corona autónomas, las islas del Canal no tenían representantes electos en el Parlamento británico. Por lo tanto, correspondía a los evacuados y otros isleños que vivían en el Reino Unido antes de la ocupación asegurarse de que los isleños no fueran olvidados. La Sociedad de Jersey en Londres, la cual se había formado en 1896, proporcionó un punto focal para los exiliados de Jersey. En 1943, varios influentes isleños de Guernsey que vivían en Londres formaron la Sociedad de Guernsey para proporcionar un punto focal similar y una red para los exiliados de Guernsey. Además del trabajo de socorro, estos grupos también realizaron estudios para planificar la reconstrucción económica y la reforma política después del final de la guerra. El folleto Nos Îles publicado en Londres por un comité de isleños influyó en la reforma de 1948 de las constituciones de los Bailiwicks. Sir Donald Banks consideró que debe haber una voz informada y un cuerpo de opinión entre los hombres y mujeres exiliados de Guernsey que puedan influir en el gobierno británico y ayudar a las autoridades insulares una vez que terminen las hostilidades. En 1942, el Ministerio del Interior (Home Secretary) se acercó a él para ver si se podía hacer algo para transmitir un mensaje tranquilizador a los isleños, ya que se sabía que, a pesar de que las autoridades alemanas habían prohibido las radios, la BBC seguía siendo escuchada secretamente en Guernsey y Jersey. Dicho mensaje fue finalmente retransmitido por la BBC el 24 de abril de 1942.
Bertram Falle, de Jersey, había sido elegido miembro del parlamento (MP) por Portsmouth en 1910. Elegido ocho veces a la Cámara de los Comunes, en 1934 fue ascendido a la Cámara de los Lores con el título de Lord Portsea. Durante la ocupación, representó los intereses de los isleños y presionó al gobierno británico para que aliviara su difícil situación, especialmente después de que las islas quedaran aisladas tras el Día D.
Los comités de isleños del Canal emigrados en otras partes del Imperio británico también se unieron para brindar ayuda a los evacuados. Por ejemplo, Philippe William Luce (escritor y periodista, 1882-1966) fundó la Sociedad de las islas del Canal en Vancouver (Canadá) en 1940 para recaudar fondos para los evacuados.

## Bajo sitio

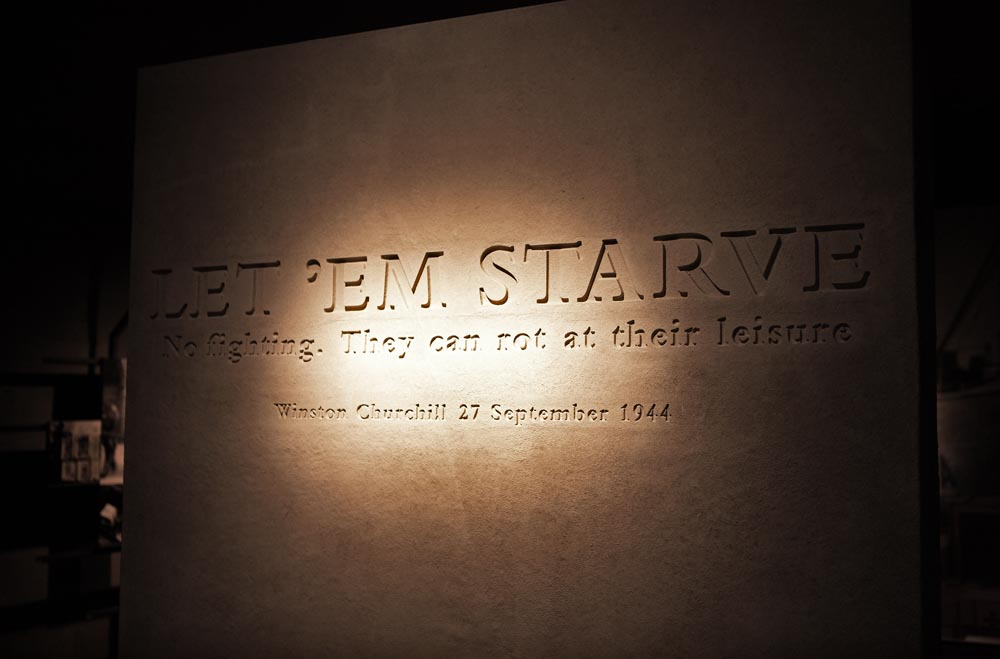
«Let 'em starve. No fighting. They can rot at their leisure» Winston Churchill, 27 de septiembre de 1944. Esta cita se muestra en el Jersey War Tunnels

Durante junio de 1944, las Fuerzas Aliadas lanzaron los desembarcos del Día D que llevó a la batalla de Normandía y a la posterior liberación de Francia. Sin embargo los planificadores aliados decidieron pasar por alto las islas del Canal debido a sus poderosas fortificaciones. Como resultado, las líneas de suministro alemanas de alimentos y otros suministros a través de Francia quedaron completamente cortadas.
En agosto de 1944, el Ministerio de Relaciones Exteriores de Alemania hizo una oferta a Gran Bretaña, a través de la Cruz Roja Suiza, que permitiría la liberación y evacuación de todos los civiles de las islas del Canal, excepto los hombres en edad militar. Esta no era una posibilidad que los británicos hubieran previsto. Los británicos consideraron la oferta, pero un memorando de Winston Churchill que decía: «Let 'em starve. No fighting. They can rot at their leisure» (Que se mueran de hambre. No pelear. Pueden pudrirse a su antojo), no está claro si Churchill se refería a los alemanes o a los civiles, eliminó cualquier posibilidad de entendimiento. La oferta alemana fue rechazada a finales de septiembre.: 155 
En septiembre de 1944, un barco zarpó de Francia a Guernsey con bandera blanca. Los estadounidenses a bordo preguntaron a los alemanes si estaban al tanto de su posición desesperada. Los alemanes se negaron a discutir los términos de la rendición y el barco zarpó nuevamente.: 54 
Fueron necesarios meses de negociaciones prolongadas antes de que se permitiera al barco SS Vega del Comité Internacional de la Cruz Roja llevar socorro a los isleños hambrientos en diciembre de 1944, llevando paquetes de la Cruz Roja, sal y jabón, así como suministros médicos y quirúrgicos. El Vega hizo cinco viajes más a las islas, el último después de que las islas fueran liberadas el 9 de mayo de 1945.
La incursión de Granville ocurrió la noche del 8 al 9 de marzo de 1945, cuando una fuerza de asalto alemana de las islas del Canal desembarcó en la Francia ocupada por los aliados y llevó suministros a su base. Granville había sido la sede de Dwight D. Eisenhower durante tres semanas, solo seis meses antes.

## Liberación

### Liberación

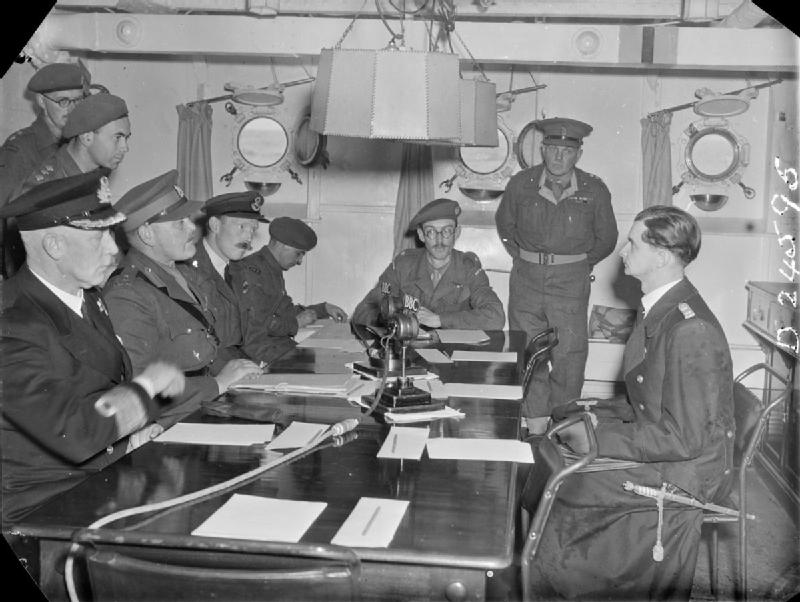
Una escena a bordo del HMS Bulldog durante la primera conferencia con el Kapitänleutnant Zimmermann antes de la firma del documento de rendición que liberó las Islas del Canal el 9 de mayo de 1945. De izquierda a derecha alrededor de la mesa están: el almirante Stuart (Royal Navy), el general de brigada AE Snow (Emisario británico en jefe), capitán H Herzmark (Heer), comandante de ala Archie Steward (Real Fuerza Aérea), teniente coronel EA Stoneman, mayor John Margeson, coronel HR Power (todos del ejército británico) y Kapitänleutnant Zimmermann (Kriegsmarine)

Aunque los planes habían sido elaborados y propuestos en 1943 por el vicealmirante Lord Louis Mountbatten para la Operación Constelación, una reconquista militar de las islas, estos planes nunca se llevaron a cabo. Las Islas del Canal fueron liberadas después de la rendición alemana. El 8 de mayo de 1945 a las 10:00h, las autoridades alemanas informaron a los isleños que la guerra había terminado. Churchill hizo una transmisión por radio a las 15:00 h durante la cual anunció que:

Las hostilidades terminarán oficialmente un minuto después de la medianoche de esta noche, pero en aras de salvar vidas, el "Alto el fuego" comenzó a sonar ayer en todo el frente, y nuestras queridas Islas del Canal también serán liberadas hoy.

A la mañana siguiente, 9 de mayo de 1945, el HMS Bulldog llegó a St Peter Port en Guernsey y las fuerzas alemanas se rindieron incondicionalmente a bordo del buque al amanecer. Las fuerzas británicas desembarcaron en St Peter Port poco después.
El HMS Beagle, que había partido al mismo tiempo de Plymouth, desempeñó un papel similar en la liberación de Jersey. Dos oficiales navales, el teniente cirujano Ronald McDonald y el subteniente R. Milne, fueron recibidos por el capitán del puerto, quien los acompañó a su oficina donde izaron la bandera de la Unión, antes de izarla también en el asta de la bandera del Hotel Pomme D'Or. Parece que el primer lugar liberado en Jersey pudo haber sido la estación repetidora de Jersey de la Oficina General de Correos británica. El Sr. Warder, un liniero de GPO, se había quedado varado en la isla durante la ocupación. No esperó a que la isla fuera liberada y se dirigió a la estación repetidora donde informó al oficial alemán a cargo que tomaría el edificio en nombre de la Oficina de Correos británica.
Sark fue liberado el 10 de mayo de 1945 y las tropas alemanas en Alderney se rindieron el 16 de mayo de 1945. Los prisioneros de guerra alemanes fueron evacuados de Alderney el 20 de mayo de 1945 y su población comenzó a regresar en diciembre de 1945, después de que se llevó a cabo la limpieza de minas y otros artefactos explosivos por las tropas alemanas bajo supervisión militar británica.

### Consecuencias

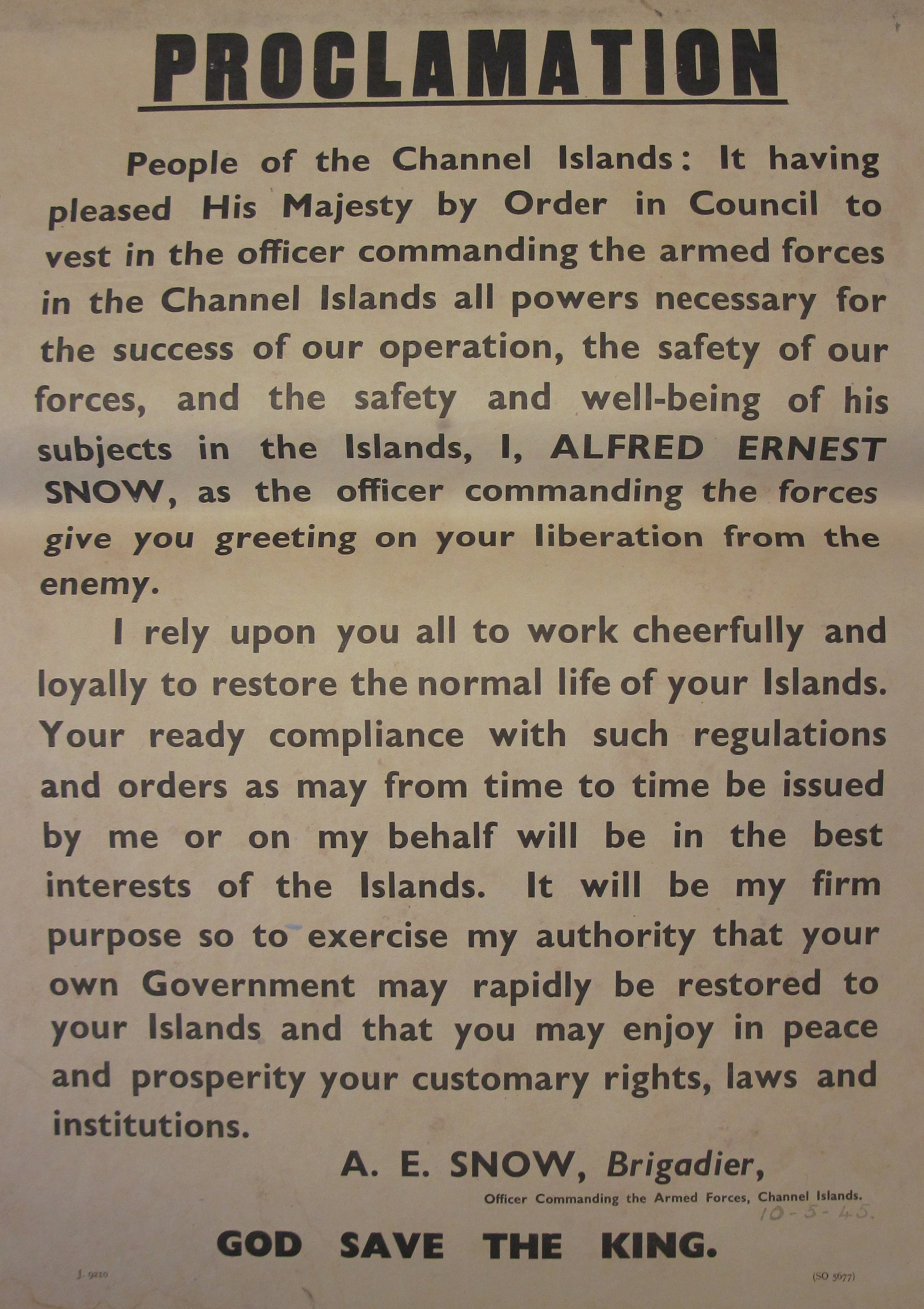
10 de mayo de 1945: se proclamó la restauración de la administración británica

Las principales fuerzas de Liberación llegaron a las islas el 12 de mayo de 1945. Una proclama real leída por el brigadier Alfred Snow tanto en Guernsey como en Jersey le otorgó la autoridad del gobierno militar. El gobierno británico había planeado el alivio y la restauración del orden en las islas. Se habían almacenado alimentos, ropa, ollas, sartenes y artículos de primera necesidad para el hogar a fin de abastecer a los isleños de inmediato. Se decidió que, para minimizar los trastornos financieros, los marcos del Reich continuarían en circulación hasta que pudieran cambiarse por libras esterlinas.
En Sark, la Dama quedó al mando de las 275 tropas alemanas en la isla hasta el 17 de mayo cuando fueron trasladadas como prisioneros de guerra a Inglaterra. El ministro del Interior del Reino Unido, Herbert Morrison, visitó Guernsey el 14 de mayo y Jersey el 15 de mayo y ofreció una explicación en persona a los Estados de ambos distritos judiciales de por qué se consideró que los intereses de las islas no debían defenderse en 1940 y no usar la fuerza para liberarlos después del Día D.
El 7 de junio, el rey y la reina visitaron Jersey y Guernsey para dar la bienvenida a las posesiones más antiguas de la Corona al Reino Unido.
Dado que el estado de cosas en las islas se desconocía en gran medida y había incertidumbre en cuanto al grado de resistencia de las fuerzas alemanas, las Regulaciones de Defensa (Islas del Canal) de 1944 habían otorgado amplios poderes administrativos al gobernador militar. Como resultó que la rendición alemana fue completamente pacífica y ordenada y se había mantenido el orden civil, estas regulaciones se utilizaron solo con fines técnicos, como volver a la hora media de Greenwich. Se dejó que cada alguacilazgo hiciera sus propias regulaciones según fuera necesario. Había que abordar la situación de regularizar retrospectivamente la legislación aprobada sin la aprobación real. El brigadier Snow firmó reglamentos el 13 de junio (promulgados el 16 de junio) para renovar órdenes en Jersey y ordenanzas en Guernsey como si no hubiera habido interrupción en su validez técnica. El período de gobierno militar duró hasta el 25 de agosto de 1945 cuando se nombraron nuevos vicegobernadores en cada bailiwick.

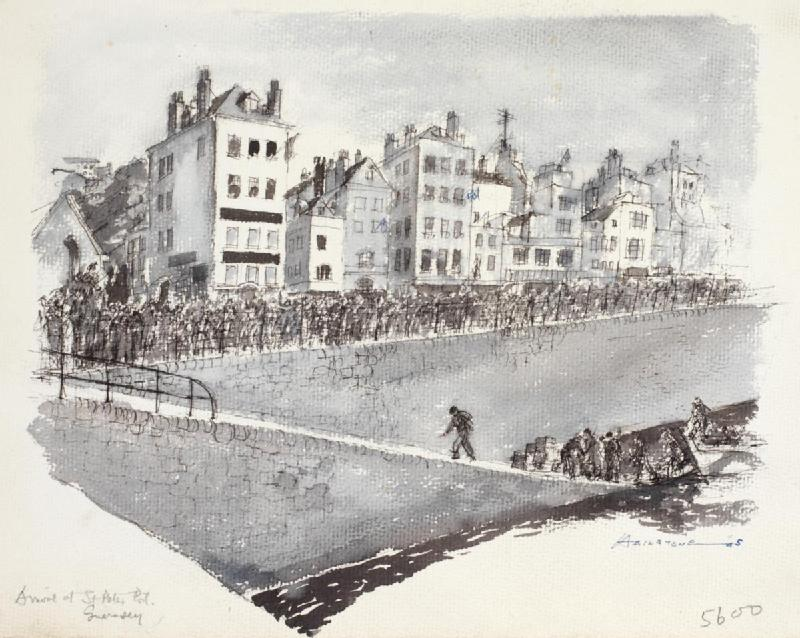
Llegada de las tropas británicas a Saint Peter Port, Guernsey en mayo de 1945

Tras la liberación de 1945, se investigaron las denuncias de colaboración con las autoridades de ocupación. En noviembre de 1946, el ministro del Interior del Reino Unido estaba en condiciones de informar a la Cámara de los Comunes que la mayoría de las acusaciones carecían de fundamento y que solo doce casos de colaboración se consideraron para enjuiciamiento, pero el director de la Fiscalía había descartado los enjuiciamientos por motivos insuficientes. En particular, se decidió que no había fundamento legal para proceder contra los presuntos informantes a las autoridades de ocupación contra sus conciudadanos. Los únicos juicios relacionados con la ocupación de las Islas del Canal que se llevaron a cabo en virtud de la Ley de traición de 1940 fueron contra personas que habían llegado a las islas desde Gran Bretaña en 1939-1940 para realizar trabajos agrícolas. Estos incluían objetores de conciencia asociados con la Peace Pledge Union y personas de extracción irlandesa. En diciembre de 1945 se anunció una lista de honores británicos para reconocer a un cierto número de isleños prominentes por sus servicios durante la ocupación.
En Jersey y Guernsey, se aprobaron leyes para confiscar retrospectivamente las ganancias financieras obtenidas por los especuladores de la guerra y los comerciantes del mercado negro, aunque estas medidas también afectaron a quienes habían obtenido ganancias legítimas durante los años de ocupación militar.

### Juicios por crímenes de guerra
Después de la guerra, se preparó un caso de corte marcial contra el ex SS Hauptsturmführer Max List (el ex comandante de los Lagers Norderney y Sylt), por las atrocidades cometidas en Alderney. Nunca fue juzgado y se cree que vivió cerca de Hamburgo hasta su muerte en la década de 1980. A diferencia del resto de Europa, los colaboradores alemanes que habían dado información que llevó a la deportación de la población judía de la isla a los campos de exterminio de Belsen y Auschwitz, nunca fueron castigados por el gobierno británico.